# Български народни танци
Най-старият писмен паметник, известен досега, който свидетелства за българското народно танцово изкуство, е словото на Презвитер Козма от IX век – "О хотяших отити в черныя ризы". Козма заявява: "Не могат да бъдат (истински) християни ония, които с гусли, с бесовски песни и танци пият вино, вярват в сънища, в срещи и във всякакви други учения на сатаната."

Висшият църковен служител съзира опасност за християнската религия при покръстването на българите, както и след това. Смята, че вродената у народа любов към песните и танците пречи на християнската църква да го приобщи към новата религия. Други пояснения за танците Презвитер Козма не дава. В други писмени църковни документи наричат народните празници "бесовски позори", "бесовски песни и пляскания", "свистание, клич и вопли" (в документи на киевския митрополит Йоан II – 1080-1089). Близката съдба на славянските народи подсказва също отрицателно отношение на християнската църква към народните песни и танци. Въпреки упоритата борба на църквата друг важен документ, който се вижда, че народните песни и танци са били разпространени и обичани от българите, е свидетелството на византийския писател и учен Никофор Григора от първата половина на XIV век – пет века след покръстването. През 1325г-1326г той пътува в областта на Струмица и разказва, че младежите и девойките след излизане от църква се събират, за да пеят и играят хора. 
Ценен източник на материали за историята на танцовото изкуство в България е старата българска църковна и светска иконография. Тя дава конкретна представа за танца. Много интересна в това отношение е една стара фреска в църквата в с.Арбанаси, Великотърновско, от края на XVI век, в която е изобразено едно спокойно женско хоро. Танцуващите, наловени "за пояс", не са облечени в народна носия, а в някаква особена, може би болярска носия. В движенията и позите на жените има много грация и благородство. Танцова тематика има и в стенописите на Лесновския манастир и на Хрельовата кула в Рилския манастир. 
Доста по-късно картините на Никола Образописов "Самоковско хоро" и на Иван Мърквичка "Ръченица" ни дават представа за подреждането и начина на залавянето на танцуващите, както и за състоянието, което изразяват. Сведения за състоянието на народните танци през османското иго са отразени в статии, дневници и пътни бележки на чужди сановници и пътешественици, минали през България в XVI, XVII, XVIII и XIX век. Някои от тях описват хората по-подробно, други – бегло, но и при едните, и при другите българските народни танци привличат вниманието им, като имаме предвид, че са били с различни интереси и подготовка. Най-известни са бележките на проф. Стефан Герлах (1546-1612) – немски учен и дипломат, който споменава в дневника си за българските хора и песни, които е видял и чул; Еспри Кузинери – френски учен и търговски консул в Солун в края на XVIII век, пише, че българските жени никога не играели хоро заедно с мъжете; граф Александър д'Отрив (1754-1830) – френски дипломат; Ами Буе (1794-1881) – френски геолог и пътешественик; Огюст Дюзон – френски консул в Македония, също пишат за облеклото, песните и танците на българите. Феликс Каниц (1829-1905) – известен унгарски археолог и етнограф. След дълги наблюдения върху бита и културата на българския народ той издава през 1882г тритомния си труд "Дунавска България и Балкана". Пише, че българинът обича да се забавлява с весела игра, пеене и танци на открито в гората или на зелена морава край някоя гора: "Моми и ергени се залавят на хорото най-отпред във верига. Тя прилича на пъстра лента, която се движи постепенно вдясно. Темпото се ускорява постепенно и двете крила се стремят с по-енергични стъпки да се приближат едно до друго".
В България по време на Възраждането с повишаване на националното съзнание на народа и националноосвободителното движение се дава тласък за развитие на българската етнографска наука, а така също за издирване и събиране на документи на народната песен и танц. Петко Р. Славейков през 1855г печата в "Цариградски вестник" – "Български народни поверия и стари обичаи – Митология", където дава интересни сведения за народните обичаи Сурваки, Ладуване, Бабинден, Власовден. По-късно в "Гайда" през 1866г печата "Нрави и обичаи у българите" – за нестинарството и кукерите. В средата на XIX век (1865) Георги С. Раковски издава "Българска старина", където дава сведения за бита на народа. Любен Каравелов през 1861г издава в Москва забележителния сборник "Памятники народного быта болгар". В него включва пълен цикъл на календарните народни обичаи. Той проявява интерес и към народния танц. В повестта си "Неда" той говори за хорото, като става изразител на любовта на българина към него: "Скоро ще да се захване народното хоро без което ни един българин, ни една млада българка не могат да живеят". Димитър и Константин Миладинови в предговора към сборника си "Български народни песни", издаден през 1861г в Загреб, наричат народното хоро "училище, където се усъвършенства народната ни поезия" Техния сборник не е загубил и до днес високата си стойност за националната ни култура и наука. През 1872г в Болград излиза "Български народен сборник" на Васил Чолаков. В него той прави подробно и богато описание на народни обичаи от различни краища на страната. Освен това отделя кратка, но специална глава на народните хора и игри, които наблюдава в Панагюрско и Пазарджишко. С верен усет на фолклорист той отбелязва хората и игрите и като самостоятелна танцова проява, и като съставка на народните обичаи.

## Танц– народно изкуство
Всяко изкуство внася нещо свое в естетическото усвояване на света и в художествената култура на човечеството. Многообразието на видовете изкуства – театър, графика, живопис, скулптура, кино, музика, танц и много други - ни дават възможност по-пълно да усвояваме света в цялата му сложност, богатство и красота.
Танцът заема достойно място сред останалите изкуства. То е едно от най-масовите видове творчество по сила, по дълбочина на въздействие и широта на обхвата на жизнените явления. Танците на българина са едни от ярките и масови прояви на неговото художествено творчество, създадени от творческия му гений в продължение на стотици години. От ранна възраст до дълбока старост българинът е играел с увлечение своите танци – на празници, събори, домашни тържества, през почивките по време на работа. На мегданите и по веселбите, където се създавали и оформяли народните танци, българинът давал своя принос за развитието и обогатяването им. Така постепенно с общи усилия на народа-творец хората и игрите са достигнали до ярки национални, самобитни и оригинални форми.
Силата на въздействие на народните танци се дължи на тези форми, но преди всичко това се дължи на изключителното богатство от движения в тях. Творческите вълнения и преживявания на танцуващите са намерили най-ярко проявление в движенията на краката. Затова те са много сложни, разнообразни и изразителни, особено в играта на мъжете. На тях се дължи преди всичко голямата степен на въздействие на българските танци. Движенията на ръцете не са толкова разнообразни и богати, но те хармонират с движенията на краката, особено в игрите "по саме" и "по двой".
Съвсем закономерно творците на българското танцово изкуство отразяват в своето творчество най-съкровените желания и проблеми на народа. Те подбират теми, които го вълнуват, като отразяват най-жизнените проблеми на своето време. Това е доказателство за неразривното единство на художествената творба с епохата на нейното съвремие. В своите произведения българските творци развиват ярък национален стил, който е близък и понятен на народа.
Не всичко в танцовото изкуство е вечно, вечен е народностният характер, типичен за творчеството на българските хореографи. В съвременното танцово изкуство има и нещо предходно, нещо, което след време ще се стопи, но големият творец умее зад привидността да вижда същността, умее да забелязва устойчивото в явленията. Както всички изкуства, така и танцовото се развира сложно и неравномерно, като има ясно изразен възходящ характер.
Всеки стадий в художественото развитите на танцовото изкуство има не само относително значение като подготовка и преход към по-висш етап, но той има преди всичко своя самостоятелна ценност и неповторимост.

### Българският народен танц и сценичните танцови форми
Българското сценично танцово изкуство на фолклорна основа е особена сфера на духовното творчество, особена форма на общественото съзнание. Танцовото изкуство като художествено-образно творчество е отражение на действителността, на нейната емоционална същност. То притежава комуникативна способност, обществена активност, сила на въздействие и възможност да разкрива човешкия личен и обществен живот. В своите художествени творби българските хореографи "излагат" факти и явления от живота, чувства, мисли и идеи не във вид на философски разсъждения и абстракции, а в живи образи и картини. Идеите в произведенията им се изразяват чрез образите, произтичат от изображението, като носят отпечатъка на неговата нагледност и жизненост. Както и другите изкуства, и българското танцово изкуство на фолклорна основа е истинско художествено творчество, като е обществено обусловено. Творците в тази област влагат в произведенията си жизнени тенденции. Когато те са в хармония с обективните жизнени и обществени проблеми, се осмисля и извисява изображението, придава му се най-висока художествена стойност . Първите опити за намиране пътищата за сценично пресъздаване на българския народен танц датират и преди 1951г., но и те, както и в следващите години, съвсем логично преминават първо през сценично разработения танц(дивертисментен). Сценично разработеният танц, наричан още "дивертисментен", отбелязва първия, начален етап в развитието на българския сценичен танц. Видовете сценични танцови форми в българските народни танци са дивертисментна, сюитна, тематична, сюжетна форма.

### Българските хореографи и народният танц
Жизнерадостният и здрав по дух българин е създал огромно по обем и непреходно по своята същност танцово богатство. Въпреки своята трудна съдба нашият народ е успял да запази както народностното си самосъзнание, така и танцовото си богатство от чуждо влияние. Ние сме щастливи наследници на едно изключително по разнообразие на формите народно танцово богатство. Това само по себе си говори за интензивния и необичаен творчески заряд на народа-творец и за това, че танцът е заемал, заема и сега изключително важно място в неговия живот. Българинът като че ли се ражда с една висока и чувствителна естетическа и музикално-ритмична мяра към танцовото изкуство. Българските народни танци се отличават с необикновено голямо разнообразие и богатство на танцови движения, съчетани със сложни ритми и интонации. Оригиналните хора и игри, бързите смени на техните построения, форми и динамични контрасти са силно въздействащи и впечатляващи. Северняшките, шопските, тракийските, родопските, добруджанските и пиринските танци са изкристализиралата до наши дни богата танцова култура на българина. Те са градивният материал, от който българските хореографи от различни поколения достигнаха до тяхното сценично пресъздаване и водени от своята творческа инвенция, създадоха образци в националната ни хореографска съкровищница. Тяхното майсторство еволюира от най-простите дивертисментни форми до големи музикално-танцови произведения. Постиженията в сценичното претворяване на народите танци показват, че българските хореографи са носители на своеобразието на нашия национален фолклор, изкристализирал в себе си такова необичайно богатство от танци, изпълнени с такава невероятна ритмична палитра и с огромна вътрешна сила, скрита във всяко движение.
Хореографи – основоположници
Десетки са българските хореографи, които полагат основите на сценичния танц у нас. Макар че постановките на родоначалниците Руска Колева, Борис Цонев, Данчо Николов, Мария Димова, Хараламби Гарибов, Любен Георгиев сега не се помнят, те все пак очертават първоначалните насоки, по които след тях тръгват Любен Зарков, Вяра Георгиева, Рени Стефанова, Лиляна Колева, Петър Захариев, Владимир Димов, Христо Цонев и други. Постепенно те започват да развиват и обогатяват танцовите движения, създадени от народа. Правят се и сполучливи опити за овладяване на сценичното пространство. Някои от тях опитват да създадат танцови произведения по литературни сценарии. Близко до споменатите до тук хореографи стоят Божидар Янев, Люба Вълчева, Иван Несторов.
Хореографи от близкото минало и настояще
След тях трябва да отбележим имената на творците от близкото минало и постепенно да стигнем до по-младите и настоящи: Никола Узунов, Първан Стоев, Георги Андреев, Костадин Руйчев, Манол Манолов, Милан Стаменов, Георги Шишманов, проф. Георги Абрашев, Илия Ризов, Захари Андреев, Ради Радев, Александър Стоянов, Тодор Стоянов, Стоян Богданов, Никола Василев, Митко Дянков, Димитър Кателиев, Богдан Балабанов, Димитър Дойчинов, Братой Братоев, Тошко Кючуков, Борис Вълков, Кирил Чирпанлиев, Геньо Генев, Цвятко Василев, Иван Донков, Георги Кински, Здравка Димова, Кина Иванова, Радко Тонев, Милослав Петров, Йосиф Йовчев, Трифон Тинков, Хари Каспарян, Атанас Николов, доц. Петър Григоров, Георги Димитров, и стигнем до средното поколение – Снежана Петрова, Даниела Нушкова, Иван Донев, Гето Ценковски, доц. Йордан Янакиев, Димитър Манов, Атанас Атанасов, Тончо Тонев, Агрипина Войнова, Белчо Станев, Мария Евтимова, проф. Петър Ангелов, Георги Хинов, Красимир Савов, за да посочим по-младите Тодор Бекирски, Никола Колев, Рахила Петрова, Христо Иванов, Кирил Апостолов, проф. Даниела Дженева, Тома Карапапунов, Румян Занев, Иван Иванов, Мариан Василев, Ивайло Иванов, Юлиян Станев, доц. Бисер Григоров, Асен Павлов, Христо Димитров, доц. д-р Антон Андонов и много други.
Хореографи с най-голям принос към българските народни танци
Като обърнем поглед назад и проследим основните моменти от развитието на българското танцово изкуство установяваме, че безспорно най-голям принос за сценичното пресъздаване на народните танци имат хореографите Маргарита Дикова, проф. Кирил Дженев, Кирил Харалампиев, Иван Тодоров, Методи Кутев и Димитър Димитров. Тяхното творчество представлява висок художествен еталон и е илюстрация на сценичните танцови форми, чрез които те изведоха народния танц на сцената. Те Разкриха своя професионален талант в Държавния ансамбъл „Филип Кутев“, Ансамбъл „Пирин“ – Благоевград, Ансамбъл „Тракия“ – Пловдив, Северняшки ансамбъл – Плевен, Ансамбъл „Загоре“ – Стара Загора, Ансамбъл „Родопа“ – Смолян, Ансамбъл „Добруджа“ – Добрич, „Тракийския ансамбъл“ – Ямбол, Ансамбъл „Пазарджик“, „Капанския“ ансамбъл – Разград, Ансамбъл „Сливен“, Ансамбъла на Българската армия, Ансамбъла на Строителни войски, Ансамбъл „Варна“, Ансамбъл „Габрово“, „Кюстендилския“ ансамбъл (за съжаление някои от ансамблите вече не съществуват), както и в десетки самодейни колективи в цялата страна.

## Стил, форма и характер на добруджанските народни танци
Добруджанските народни танци са заемали важно място в обществения и в домашния живот на народа. И днес, в нашето съвремие, на различни празници и събори добруджанецът показва своето умение и майсторство. "Докато песента в Добруджа показва трайна и неизменна стилова връзка с тракийските и котленските песенни традиции, танцовият фолклор, стъпил здраво върху тракийската си база, показва едно добруджанско развитие." Очертава се добруджански изпълнителски стил, изразен в подчертано освобождаване на тялото, раздвижени с мярка рамене, освободени ръце и склонност към пластичен и изразителен жест.
Движенията в добруджанските танци са съсредоточени главно в краката. Добруджанецът танцува приклекнал или приседнал, "залепен" за земята, с корпус, наклонен често назад или напред. Акцентите в движенията са насочени главно надолу, към земята, което още веднъж доказва този основен стилен белег на добруджанския танц – а именно връзката му със земята. В много по-малка степен акцентите са насочени нагоре, като веднага следват движения и акценти, насочени към земята.
В Добруджа голямо участие в танца вземат ръцете със специфична пластична линия, ясно изразена в мъжките и женските танци със съответните прилики и отлики. Докато движенията на добруджанеца са с голяма амплитуда и наситени с много сила – особено раздвижени са ръцете в "Ръченика" и в хвата за длани със свити лакти, ритмично разлюляни напред и назад в "Ръката" (дори и в "предната плетеница" на хвата при "Сборенката"), то движенията на ръцете на добруджанката са много меки, плавни, с гъвкави китки и освободени от напрежение лакти. Ръцете и сякаш са житният стрък, подухнат от вятъра.
Типична за добруджанския стил е играта на тялото и раменете както при жените, така и при мъжете. При жените е наситена с много грациозност и сдържаност – например в "Данеца" и "Ръката", а при мъжете – с подчертана вътрешна сила, с освободени и разкършени рамене, които сякаш не могат повече да се сдържат и да не отговорят на една сила, акумулирана в гърдите, като например в "Ръченика", "Опаса", "Сборенката" и много други. Добруджанските народни танци се отличават от танците на другите области на страната по няколко белега. Най-често те се изпълняват в умерено темпо, играят се с малко отворени колена. Кляканията при мъжете, които много често се срещат, са с отворени или със събрани колена. Друга особеност е плавното полюляване на тялото, типично както за жените, така и за мъжете.
Пружинирането е съществен стилен белег на добруджанския танц. И тук то се осъществява при стъпване от пръсти към цяло ходило. Пружинирането е меко плавно, с по-голяма амплитуда на приклякане и оттам на изправяне. Плавната пружинка е по-присъща на грациозната  и женствена добруджанка, а в мъжествения танц на добруджанеца плавната пружинка често се сменя от по-рязка и по-кратка.
Както и в другите части на страната, движенията в добруджанските танци са концентрични, "наситени са с дълбока вътрешна динамика и сякаш идват отвън и се затварят дълбоко в танцуващите".
Добруджанецът изпълнява всяко движение, от по-простото до най-сложното, с такава образност и релеф, които затвърждават впечатлението и убеждението, че всеки елемент, а оттам и всяко движени е като че ли част от изпълнителя творец. Той сякаш приема движението и го натрупва вътре в себе си.
В добруджанските танци, ще забележим, че една част от тях се срещат много често, на първо място ходовете – "Ход на място", "Ход напред", "Ход назад", "Ход вдясно", "Ход вляво", "Ходовете с прибиране", "Кръстосаните ходове вдясно и вляво", както и "Ръченична", "Ход с подскок", "Причукване", "Добруджанско набиване", вдясно и вляво, напред и назад. Това показва, че тези движения служат за връзка с по-сложните елементи и движения, с които е наситен добруджанският танц, особено мъжкият. Освен за връзка с тези по-леки движения и техните варианти служат и за отдих, за отмора между по-сложните. Такива са кляканията, причукванията, повиванията на тялото, дъги и кръгове с ходилата на краката и колената, координации от движения на краката и ръцете, които са в хват или пуснати и свободно раздвижени. Именно често освободените от хват ръце със своите движения най-често водят до по-сложни координации с тези на краката и тялото.
Кляканията в добружанския мъжки танц имат своята особеност. Добруджанецът обикновено кляка, след като е изпълнил най-често причукване или приситване. Клякането е много леко и същевременно рязко и бързо, последвано от пъргаво изправяне. Клякането е много леко и същевременно рязко и бързо, последвано от пъргаво изправяне, освен в случаите, когато следват други движения, които се изпълняват в клекнало положение, сядане или превъртане на земята.
При набиванията и причукванията добруджанецът сякаш говори със земята като с майка кърмилница, като я докосва с краката си. Той ту ще я докосне леко и много кратко с петата си, ту ще подчертае всяка своя стъпка, досег или набиване с много сила или ще стъпи сдържано и спокойно.  При причукванията, които се срещат много често в добруджанските танци, особено в мъжките, краката със стегнати колена и глезени се отделят много малко от земята и при стъпването "залепват" със сила ходила за нея. Набиването най-често тук се нарича "добруджанско" и е типично с повиването на тялото, което е много освободено и "разкършено". В корпуса и врата на добруджанеца се чувства напрежение, но същевременно и много лекота и увереност. Тук повиването се изпълнява най-често последователно напред вдясно – вляво. Набиването се подчертава с плавно приклякане, като след него кракът не се отделя веднага от земята. Типични са и елементите след набиванията, при които петата на крака се завърта навън, независимо дали кракът е на земята или във въздуха. Дъгите и кръговете  с ходилата на краката и колената са и вертикални, и хоризонтални, като са по-подчертани при мъжете – особено при "Сборенката","Опаса" и "Ръченика". Тези дъги и кръгове показват размах и широта в движенията, като ги доукрасяват и разнообразяват. Според фолклористката Райна Кацарова народните танцови традиции в Добруджа "се пазаят по-добре близко до Дунавското крайбрежие между старото местно население, отколкото във вътрешността, където са ставали по-големи размествания".
Формата на добруджанските хора е запазена и до днес, а именно – сключени, водени (или скъсани), хора "на леса". Среща се и разкъсаната форма на танца – в игрите "по саме", "по двой". "Сключените" хора се изпълняват по-често от жени или смесено в умерено темпо, с придвижване най-често вдясно по кръга – "Дюс", "Талима", "Донкината" – в размер 2/4, "Бръсни цървул" и "Куцанката" в размер 7/16 с трети дълъг дял, "Изхвърли кондак" и "Ляса" в размер 9/8 с четвърти дълъг дял. "Водените хора" се развиват в полукръг, дъга, змейка, охлюв – "Опас", "Талима", "Ръка", "Тропанка", "Чорбаджйско", в размер 2/4, "Заруй боб" в размер 7/16 с трети дълъг дял, "Пайдушката" в размер 5/16 с втори дълъг дял. "Лесите" най-често са в права редица, елипса или дъга – "Сборенка", "Опас" и "Ръка" в размер 2/4, "Куцата" в размер 7/16 с трети дълъг дял и други. "Разкъсаната форма" на танца се среща най-често в "Ръченицата" – размер 7/16 с трети дълъг дял, както и в "Сватбарски ръченик", "Куцата" и "Джоката" – в размер 2/4, "Трънката" ("Трънковата", "Черкеската") в размер 13/16 с шести дълъг дял, която с характерния си ритъм и начин на изпълнение сочи заемка откъм Средна Западна България. Част от добруджанските игри по саме и по двой са в размер 5/16 с втори дълъг дял – "Драгийка" – изпълнява се от двама играчи, "Честата"(в с.Дурач, на прага на Добруджа откъм Лудогорието).
В Силистренско (Алфатар) се играе "Пайдушка" по двойки като ръченица със свободно раздвижени ръце. "Кукленската" или "Кукличката" се изпълнява в ръченичен ритъм – 7/16 с трети дълъг дял, "от един или двама играчи с вдървени кукленски движения, с близко прибрани крака и едва отделящи се от земята, почти плъзгащи се стъпала, като че ли играят куклички, дърпани с връвчица". Сватбената Заешка игра се изпълнява в три размера – 2/4, 5/16 с втори дълъг дял и 9/16 с четвърти дълъг дял. В различните села се среща и различен персонаж – от два, три или четири "зайци", с ловец или без ловец, с куче или без куче. При всички варианти се играе в приклекнало положение с типично подскачане и маркиране на заешките уши с ръце, наподобявайки с много хумор смешните заешки движения. Сватбената "мъжка ръченица", наричана Горе, се играе с високо свити колена, пружинки и подскоци, а женската ръченица, или Долу, се изпълнява ситно с едва отделящи се от земята стъпала и с много гъвкави движения на ръцете нагоре, а китките са много разкършени. Играе се още Напреш кума или "Тройна ръченица", наричана още "Карнобашката", изпълнявана пред кръстника от две зълви и невястата с провирания под преплетени ръце, ръченица На водени кърпи, при която кръстникът направлява играта, водейки младоженеца с кърпа, която двамата държат.
Женските хора много често се играят на песен, която сами пеят, най-често в размер 2/4. Такива са "Данец"(Буенец") и хора, които носят названието си от името на песента, на която се играят – "Скарали ми се три моми", "Задали ми се, задали"; хора в размер 7/16 с трети дълъг дял – "Рано ми рани" и други. Често жените играят и по-сложни хора, като "Сборенка" и "Опас", които започват заедно с мъжете, а след тяхното откъсване от общото хоро играят по-леки движения или наблюдават мъжката игра. Тук можем да добавим още "Половин ръка" – размер 2/4, "Тропанка" – размер 2/4 или 7/16 с трети дълъг дял и други. В много села, където се лазарува, девойките изпълняват традиционния ситностъпков "Буенец", наричан в някои крайдунавски села "Даниц" (Втетрен, Сребърна, Попина). Изпълнява се със ситно подтичване в лъкатушно движение все вдясно. С "Даниц" коледарите влизат в двора, където ще коледуват. "Данец" ("Даниц,"Данъц) е и сватбарски танц, изпълняван от мъже и жени. Буен и напрегнат, с него прескачат огъня в двора, без да се пускат, често със съпровод думкане на тенекия.
Мъжките хора са "водени"("скъсани") и най-често  "на леса", като се срещат съчетани и двете форми. Заиграят хорото "водено" и в един момент, като добият достатъчно настроение, "спират" играта си на място, заигравайки сложни движения "на леса". Такава е "Сборенката", която на много места народът нарича "капак" на хората, най-сложна и обичана от народа. Хорото носи името си от това, че се е играело по сборищата, където народът се е събирал в празнични дни на веселие. Сега се играе по всякакъв повод. Отличителен белег на "Сборенката" е периодичното изпълнение на силните движения. Играещите се придвижват напред, връщат се назад, после вдясно по кръга и отново заиграват на място. Това дава възможност на участниците да си отпочиват и отново с още по-голяма сила и майсторство, да преминат към трудните движения. Близки до маниера на изпълнение на "Сборенката" са "Пандела" и "Наред", като и трите хора се играят в различни варианти. Добруджанският ръченик е любим мъжки танц в Добруджа. Участниците в него играят едни и същи движения, без да се залавят помежду си. Свободните ръце вземат дейно участие в играта при логичното и емоционално оправданото отреагиране на движенията на главата и тялото. Създават се координации между движенията на ръцете, тялото и краката, които будят възхищение. Движенията в "Ръченика" имитират всекидневието на добруджанеца, затова в тях са вплетени моменти от трудовия живот, като носене на чувал, свързване на сноп, набиване на шината на коляното, колене на прасето, навиване навоите и други. Всички тези моменти са предадени художествено, с много чувство за мярка и с непрекъсната непринудена танцувалност.
Майсторското изпълнение на "Ръченика" не се отдава на всеки, затова в него се включват малък брой изпълнители. "Ръченикът" се играе обикновено на закрито, в умерено темпо, с много настроение и мъжественост. Танцът не започва изведнъж. Участниците се нареждат в редица близо един до друг и започват постепенно да пристъпват в ритъма на мелодията. По дадена команда от първия всички тръгват със спокойно движение един след друг. Изведнъж водачът дава команда и играчите изпълняват по-сложно движение на място. После редицата наново продължава придвижването един след друг по кръга с друго, по-спокойно движение. Нова команда и следва още по-виртуозно движение на мястото и така все в същия ред на успокояване и развихряне. Командите на водача обикновено са провиквания като "и-лю-лю" и други подобни типично добруджански възгласи, които са индивидуални. Участниците предварително знаят реда на фигурите и провикването само подсказва, че трябва да се започне ново движение. Освен в кръг придвижването понякога се извършва и в редица напред. Всички движения се изпълняват в чувствително приседнало положение. Дори в съседните села играят "Ръченика" различно, по своему, макар че доминантните белези на танца са общовалидни. Навсякъде "Ръченика" се изпълнява с типичната за добруджанеца пластика, със сдържано кършене на снагата, с гъвкава раздвиженост в рамената. Има предположения, че някои движения говорят за останки от прастар боен танц. Като цяло в мъжките хора е подчертано изкуството на развитие и усложняване на танцовите движения, съсредоточени главно в краката като стремеж към техническо майсторство и индивидуална изява в "Опаса", "Сборенката", "Ръката", "Ръченика" и други.
Смесените хора се срещат навсякъде. Най-често такова е Ръката в най-различните варианти – от по-леки до много сложни. Хватът е за длани, от което хорото носи името си. Типично за "Ръката" е равномерното полюляване на ръцете, свиване в лактите и пружиниране, отново полюляване, както и движенията на тялото. Особеното в хорото е това, че често мъжете в даден момент се отделят от жените, залавят се отделно в полукръг или права редица и заиграват по-сложни движения с клякане. Така всяка от групите изпълнява свои движения, след което отново се събират и продължават да играят пак общи движения. В някои села при влизането си към центъра на кръга или полукръга мъжете се залавят за длани, ръце изнесени високо горе, а на други места са пуснати, не се залавят. Жените през цялото време наблюдават мъжкото хоро или изпълняват своите движения, без да се залавят, като слагат ръце в първо положение. Техните движения са по-прости и без клякане, нямат и широкия размах на играта на мъжете. Опасът също е едно от най-популярните и обичани от народа хора. То носи името си от начина на залавяне – "за опас"("за пояс"), като залавянето става кой до когото пожелае. Играе се в размер 2/4 в две части – бавна и бърза. В бавната част хорото се придвижва по кръга вдясно, а когато участниците добият достатъчно настроение и музикантите засвирят по-бързо, движенията стават по-сложни и се изпълняват на място, както и с придвижване напред и назад. В даден момент мъжете се откъсват от общото хоро и се залавят в дъга или права редица и заиграват много сложни движения. Добруджанецът разкрива тук голямото си умение, като включва в танца и тялото, и раменете си. Към сложните танцови движения на краката, съчетаващи причуквания, набивания, клякания, широки дъги и кръгове с ходилата и колената, подчертани ходове и прибежки, той добавя разкършени и освободени от напрежение рамене, които с много усет повива вляво и вдясно, повдига ги нагоре и веднага ги сваля надолу, като описва с тях дъги, сякаш се бори с нещо. Тялото заедно с раменете също се повива вляво и вдясно. Всичкото това напрежение сякаш се концентрира нагоре във врата, изпълнен със сила, и който като че ли регулира всички хармониращи си движения на краката, тялото и раменете.
Характерът на добруджанския танц се отличава от шопския, като в много случаи е близък до тракийския поради големия брой преселници от Тракия. Емоционалното състояние на добруджанеца е тясно свързано с изпълнявания танц – хоро или игра. Всички движения на тялото в своята съвкупност се явяват израз на богато душевно състояние на танцуващия. Тази съвкупност от движения е различна в отделните добруджански танци – както в женските, така и в мъжките, като подреждане , сложност, образност, темпо, динамика. Един е характерът на танца при изпълнение на "сключено" и "водено" хоро, а друг е при играта "по саме", винаги има значение и външната форма на танца, защото по различен начин протичат емоционалните процеси в участниците, свързано с подреждането и залавянето им и техните взаимоотношения. Един е характерът му и неговата изява в хорото на мегдана, а друг – на домашно тържество или в сватбарската ръченица. По един начин се изявява характерът в еднородните танци – женските или мъжки, а по съвсем друг – в смесените, особено в тези, в които участват моми и ергени, където младостта и обичта между младите търси и намира специфичен израз в танца. По различен начин отразяват емоционалното си състояние в танца децата, младите, възрастните и старците, всеки с умението и възможностите за възрастта си.
Чрез танцовите движения играчите натрупват в себе си такова настроение, което не могат да сдържат повече в себе си и търсят начин да го изразят, да намерят подходящ отдушник за това. Така и тук както във всички български танци това са провикванията, които са логичен израз на състоянието на танцуващите. В добруджанските танци те  са специфични и се отличават  от провикванията в другите части на страната. Напред с женското "лю-лю-лю-лю-ю-ю" ще чуем и мъжкото "ай-ди-ди-ди", "а тъй-тъй" и други. Провикванията са емоционално обосновани и свързани с танца. Добруджанецът се провиква тогава, когато е насъбрал много сила в момент, когато започва нова мелодия от инструменталния съпровод, или ново движение, или на място, в което той изявява себе си като майстор в играта. Тези няколко примера доказват, че и в добруджанските танци провикванията не са резултат на случайна постановка или хрумване, а на определено душевно състояние на играещия. Всичко това доказва неразривно единство между емоционалното състояние на добруджанеца с изпълнявания танц.
Закономерна и постоянна е връзката и единството на системата от вътрешни и външни проявления и белези на танца, характерът на танца е тясно свързан с неговите стилни белези. Според функцията си "част от добруджанските танци спадат към обредния жанр – буенеци, лазарици, наричани някъде данец, свързани с коледуването, сватбата и на-вече с лазаруването, а същественият дял на добруджанските танци можем да причислим към жанра с художествено-развлекателна функция". При него него наблюдаваме подчертано обогатяване на хореографския текст и изразните средства.
Хора и танци от Добруджа: "Опас", "Сборенка", " Ръка", "Тропанка", "На засев", "Куцата", "Добруджански ръченик", "Заруй боб", "Бръсни цървул", "Ляса", "Талима", "Пайдушко", "Изхвърли кондак", "Повлекана", "Пандалаш", "Дюс", "Бяганица", "Бягай попе", "Мари бабо хаджийке", "Лявата" и други.

## Стил, форма и характер на северняшките народни танци
Със своята красота, оригиналност и самобитност северняшките народни танци внасят голямо разнообразие в нашето народно творчество и танцово наследство. Много са факторите, обусловили развитието на северняшкия танц, за да достигне той до наши дни във вида, в който е сега. Пътят на неговото развитие е бил дълъг и сложен. Като имаме предвид, че нашият народ ревностно е пазел своите традиции, можем да приемем, че северняшките народни танци са изкристализирани на базата на културата на траки, славяни и на някои други племена, които в определен исторически период са дошли по нашите земи и са контактували помежду себе си. Северняшките танци се очертават предимно като смесени, при повечето от които играещите се държат за ръце, като ги размахват волно и нашироко. Има и танци, при които хватът е за пояс, а се срещат и такива, при които играещите не се залавят. Типични за Северна България са "лесите", при които танцуващите се залавят в къса танцова редица, в хват предна или задна плетеница за ръце, както и в хват за пояс. Северняците "затропват" правото хоро още след една-две обиколки, успокояват го, съситнят го, пак го успокояват и така редувайки амплитудата и пулсацията му. Играят много леко, със самочувствие и хумор. Танците от Северна България като цяло носят стилните белези на българските народни танци. Движенията са съсредоточени главно в краката и са пружиниращи. Участие в танца вземат и главата и тялото. В някои северняшки танци с хват и без хват ръцете вземат дейно участие, като се получават оригинални координации с движенията на краката. Типичен стилен белег на северняшките танци е голямата свобода и лекото при тяхното изпълнение. Това е главен белег, по който северняшкият танц може веднага да бъде различен от шопския, тракийския и останалите. Северняшките танци се делят на две подобласти –  Северозападна, от р.Тимок до р.Искър, и Средна Северна от р.Искър до р.Янтра.

### Танци от Северозападна България
Тази част на Северна България граничи на запад с Сърбия, на север с р. Дунав, на изток с р.Искър и на юг със северните склонове на Стара Планина. Типични за Северозападна България са ситностъпковите народни танци в размер 2/4. В строежа на голяма част от тях ситната стъпка преобладава. С малки изключения всяко започващо спокойно хоро или "леса" с обикновени движения скоро се съситня и забързва, като от време на време изпълнителите се връщат към началните спокойни и широки движения за почивка. Разхождат хорото, приситнят и пак го разхождат. Ситната бърза стъпка е дала имената на редица танци – "Ситница", "Ситна", "Ситна старешка", "Ситното" и много други. Редица други пък със ситен строеж са с други имена – "Осмица", "Шира", "Буни колец", "Мъжката", "Метрото", "Чуш Мерджан".  Типично за изпълнителския стил на танците от Северозападна България, който е разпространен и по на изток, е "натришането" – ситното ритмично пружиниране с крака и рамене при всички видове хватове. От раменете "натришането" се предава на целите ръце и на снагата. При бързо "натришане" тялото сякаш се превръща в трептяща мембрана. Изпълнявано свободно, непринудено, като естествен израз на вътрешно напрежение и на опиянение от играта, "натришането" придава специфична разиграност на местните танци.
В "Малко хореография из Видинско и Ломско" Карел Махан прави верни наблюдения върху формата на хората. Говори за хора с два края – "хора на два танеца", както и досега се наричат. Спира се специално на начина на изпълнението, което определя с три думи – "огън, буйност, поезия". Самото натришане, без да го назовава пряко, той описва много картинно, като казва, че жените "скачат като топки и трептят с цялото си тяло така, че накитът им звънти".
В някои райони на Северозападна България местното население казва, че когато играе,  лети. С "лети" се характеризира, от една страна, леката и вихрена игра, а от друга – състоянието на танцуващия, за когото играта е някакво отделяне от земята, летене, откъсване от грижите на всекидневието и преминаване към желано и обично състояние на радост и веселие.
За Северозападна България са характерни и танци в размер 2/4 с по-широки, едри движения, като например "Раковата", която има доста голямо разпространение – в Ломско, Бяла Слатина, "Иванкиното" от Монтана и други. 
Танците в размер 5/16 с втори дълъг дял са разпространени в цялото им разнообразие и вариантност – "Пайдушко", "Костенско", "Кайма". Голямо разпространение има ръченицата. Изпълнява се в размер 7/16 с трети дълъг дял, главно в къса верига – "на леса", "на прът", от жени, мъже или смесено. Среща се под различни наименования – "Чекурлана", "Потрупанка", "Жикино", "Чекуряна", "Тарамбич" и други. Хватовете са за пояс, задна плетеница и по-малко за длани, ръце със свити лакти. Навсякъде ръченицата се играе и "по саме" с характерната за северняка лекота.
Леката подскочна игра на "Дайчовите" хора в размер 9/16 с четвърти дълъг дял е характерна за цяла Северозападна България. Срещат се смесени хора и мъжки "на леса".
"Грънчарските" хора в размер 9/16 с втори дълъг дял се играят смесено в хват за длани или пояс. Разпространени са във Видинско, Врачанско и други.
Особено обичани и танцувани в този район са "Ганкините" хора в размер 11/16 с трети дълъг дял – "Шареното хоро" и "Съковитата" от Врачанско, "Цибърското" от Крайдунавието и други. Срещат се главно смесени хора, а така също и мъжки леси, при които майсторството и склонността на българина към импровизация са създали изключително интересни образци в народното танцово творчество.
Тук се играе "Сечим, сечим Бучиниш" в размер 13/16 с шести дълъг дял.
В някои райони на Западна Стара планина, във Видинско и селищата около Монтана се играят така наречените "торлашки" хора и игри. Изпълняват се в някои полупланински и планински селища и са едни от най-старите по тези места. Характерно за тях е бързото напрегнато изпълнение, което от време на време се смирява за малко, за да избухне с нова сила.
Като главни стилни белези на танците от Северозападна България можем да посочим ситната стъпка, натришането и леката игра.
"Ситната стъпка", дала имена на редици танци, е характерна за хора и игри по Крайдунавието и цялата Дунавска равнина. Среща се и дълбоко на юг по склоновете на Стара планина. Специфичното "натришане" не съпътства разпространението на ситната стъпка на юг към Балкана, а се ограничава географски в по-тясна ивица на Крайдунавието. Колкото преминаваме по на изток, силата и напрежението на "натришането" постепенно намалява. "Леката игра" е типичен белег на танците от Северозападна България, като се среща във всички райони.
Хора и танци от Северозападна България: "Ситна", "Шира", "Клоца", "Копаница", "Грънчарско", "Пайдушко", "Ръченица", "Дайчово", "Шумадия", "Мъжката", "Съковитата", "Цибърско", "Торлашка", "Буни колец","Потрупанка", "Торлашка","Костенско четворно", "Лявата" и други.

### Танци от Средна Северна България
Средна Северна България граничи на запад с р.Искър, на север с р.Дунав, на изток с р.Янтра и на юг със Стара планина.
Част от танците на Средна Северна България по стилните белези в много отношения си приличат с тези от Северозападна България. Разликата се състои както по строежа на танцовите движения, тяхното подреждане и сложност, така и по размерите, които се срещат. В Северозападна България преобладават танците в размер 2/4, докато тук разнообразието е по-голямо.
Танците на Средна Северна България можем да разгледаме като танци от Предбалкана и Балкана. Те имат съответните прилики и отлики.

#### Танци от Дунавската Равнина
Танците от равнината можем да наречем още мизийски, изпълнявани от местното население, наречено "полянци". Тъй като етнографското понятие "Мизия" е много по-голямо като териториален обхват от равнината в Средна Северна България, както на запад отвъд р.Искър, така и на изток отвъд р.Янтра, тук ще ги наричаме танци от равнината.
Народните танци от равнината се изпълняват волно и широко. Севернякът тук "лети" като вятър, а свободно разлюляните му ръце допълват това усещане. Движенията на танците са по-широки, по-прости, по-леки. Хора, като "Елено моме", "Свищовско", "Дайчово" и много други, можем да причислим към тях. Особено разпространени са "пайдушките" и "дайчовите" хора, изпълнявани в най-различни варианти от жени, мъже или смесено. Срещат се най-различни образци, които в голяма степен се различават по своя строеж.
И тук, както в Северозападна България, се срещат танци в размер 2/4, които са много разнообразни по строеж и степен на трудност. "Натришането" в значителна степен се успокоява, не протича така бурно, като се среща повече в крайдунавските селища. Има и танци в размер 2/4, при които танцовите движения са изградени от ситната, малката стъпка, а са по-широки и подскочни – "Чуш, мерджан", "Хоп наляво, хоп надясно", "Свищовско" и други. Особено разпространени в селищата от равнината са така наречените "ръченични хора". При някои от тях играещите са заловени в полукръг и се придвижват вдясно и вляво, което е типично повече за Великотърновско, но се срещат "ръченични хора" на леса, в къса танцова верига – типични повече за Плевенско. Ръченицата тук се среща и "по саме", изпълнявана с много лекота, самочувствие, импровизация и хумор. Разпространени са и танци в размер 9/8 с четвърти дълъг дял (така наречената "широка деветица") – "Черкезка", която в отделни райони се среща в най-разнообразни варианти, изпълнявана от жени, мъже или смесено. При "Черкезката" е налице усложняването на танцовите движения. Хватът е за пояс, а при някои мъже вариантът на това хоро се среща в хват за ръце. В тази част на Средна Северна България се срещат и танци, които се играят групово, но същевременно поединично, без хват, като например "Хоп наляво, Хоп надясно", от Павликенско в размер 2/4, "Липнишката" също от Павликенско в размер 9/8 с четвърти дълъг дял, "Катеринкиното" от Свищовско в размер 7/8 с трети дълъг дял. Играят се и различни варианти на "Ганкините хора" в размер 11/16 с трети дълъг дял.

#### Танци от Предбалкана и Балкана
Стара планина е естествена преграда между Северна и Южна България. Географските и климатичните особености в предпланинските и планинските райони се различават от тези в Дунавската равнина и са дали своя отпечатък върху облика на местните танци. Някои от тях са принесени от Тракия. Ярък пример е тракийското "Трите пъти".
В предбалканския край – Дряновско, Севлиевско, в някои Ловешки и Великотърновски селища, танците са буйни, скокливи, като съчетават в себе си и широките, волни движения, характерни за танците от равнината – "Градищенско", "Овчата", "Баба Дона чушки тъпче", "Хлевенско" и много други.
В балканските селища – Габровско, Тревненско, Троянско, Тетевенско, народните танци се изпълняват по на място, с по-разнообразни и сложни движения. За това е оказало силно влияние липсата на достатъчно широко и равно място за игра. Танците са се изпълнявали на хармани и чардаци. В тях се наблюдават елементи от тракийските и северняшките танци от равнината и Предбалкана, което ни дава основание да ги смятаме за преход между танците на Северна и Южна България.
Дълбоко на юг, в планинските склонове, макар и по-рядко, се срещат ситностъпковите хора, като "Ситната" от село Черни Вит, Тетевенско в размер 2/4.
Широко разпространение имат пайдуишките хора в размер 5/16 с втори дълъг дял – "Лявата", "Айлашката", "Пайдуишко", "Лява игра на две страни" и други, като хватът е за пояс, за длани, ръце със свити лакти или за длани със свободно раздвижени ръце.
Ръченицата се изпълнява главно в по-къса танцова верига – "на леса" в размер 7/16 с трети дълъг дял. Известни са "Каменчовата", "Ангелчовата", "Албанишката", "Въртянката", "Куцкината", "Коцината" и много други. Движенията при тях са по-усложнени, играят се по на място. Хватът е за пояс, а се среща и предна плетеница за ръце. Когато се играе "по саме", движенията са ситни, с характерната за българина импровизаторска способност.
Широко разпространени са танците в размер 7/16 с първи дълъг дял – "Деньовото", "Яковата", "Севдонината" и други. Те явно са с  по-късен произход. Някои от тях са се появили във връзка с развитието на занаятчийството в тази част на Северна България, а някои други – с появата на хайдутството, така например в текста към песните на "Яковата" се говори за хайдут Яко войвода.
Танците от Предбалкана и Балкана се изпълняват главно в размерите 2/4, 5/16, с втори дълъг дял, 7/16 с първи дълъг дял и 7/16 с трети дълъг дял. Ръцете са в хватове за пояс, за длани, ръце със свити лакти или спуснати долу, предна или задна плетеница. Както при движенията на краката, така и при движенията на ръцете липсва широтата и волността на танците на северняка от Дунавската равнина.
Хора и танци от Средна Северна България: "Елено моме", "Свищовско", "Дайчово", "Чуш, мерджан" "Хоп наляво, хоп надясно", "Пайдушко", "Ръченица", "Влашката", "Черкезка", "Каменчовата", "Ангелчовата", "Яковата", "Деньово" и други.

## Стил, форма и характер на тракийските народни танци
Народните танци заемат важно място в обществения и в домашния живот на тракиеца. И днес, в нашето съвремие на големи обществени промени, на различни празници той показва своето умение и майсторство в танца.  Движенията в тракийските танци са съсредоточени главно в краката. Тракиецът танцува леко приклекнал, като непрекъснато пружинира. Един от основните стилни белези на българския танц – насочване на акцентите в движенията надолу, е подчертан и в тракийския танц, особено в мъжкия, което показва връзката на българина със земята. В по-малка степен са акцентите, насочени нагоре, следвани веднага от движения, насочени надолу към земята. В Тракия ръцете вземат много голямо участие в танца. Те имат своя специфична изява и в женските, и в мъжките танци. Ръцете на тракийката са меки, пластични, с освободени от напрежение китки и лакти, допринасящи за красотата на движенията в "Ръченицата", "Касъмската", "Трите пъти". В някои танци ясно се виждат заемки от битови трудови процеси – като "месене на тесто", "точене", а в други движенията не подсказват за трудов процес, а са организирани ритмично и хармонират с движенията на краката. Ръцете на тракиеца излъчват сила и достойнство, той респектира със сложните пляскания в "Ръченицата" и "Касъмската", а в много случаи ръцете му са свободни от напрежение и ритмично се изнасят вдясно и вляво, напред и назад, като изразяват преди всичко дълбоко вътрешно преживяване при танцуването. Дори в хората, когато са в хват – за пояс, за длани с ръце, спуснати надолу, и особено за длани със свити лакти, ръцете ритмично реагират и допълват движенията на краката, като съдействат за изграждане цялостния облик на танца.
Тракийските народни танци съществено се различават от танците на другите области. Често те се играят в умерено темпо, което се среща главно в женските и смесените танци. Бързи са мъжките танци, но бързото темпо се редува с умeрено за отдих на танцуващите.
Пружинирането, което е стилен белег като цяло за българските танци, е особено подчертано в тракийските танци. То се осъществява при стъпване на цяло ходило. Пружинката се изпълнява плавно и по-меко особено от жените в техните бавни хора на песен. При мъжете пружинката често е по-кратка, най-вече в техните разиграни, бързи и сложни прави хора.
Движенията в тракийските танци, както и в другите фолклорни области на България, наситени с дълбока вътрешна динамика.Тракиецът играе своите танци с пълно отдаване, вглъбено и сериозно. Той изпълнява всеки танц, всяко движение от по-простото до най-сложното с такова майсторство, с такава образност и релеф, които затвърждават впечатлението, че всеки елемент, а оттам и всяко движение като че ли е част от него – изпълнителя творец. Той сякаш приема движението, натрупва го в себе си и същевременно ни го показва в неговата оригиналност и неповторимост.
В тракийските танци, ще забележим, че една част от тях се срещат много често, например: ходовете – "Ход на място", "Ход напред", "Ход назад", "Ход вдясно", "Ход вляво", "Ходове с прибиране", "Кръстосани ходове вдясно и вляво", както и "Причукване", "Ръченична", "Кръстосани ръченични", "Ход с подскок", "Хлопки", в различни варианти – дясна, лява, малка и голяма. Особено голямо разпространение има "Тракийката", която се играе от жени и мъже в различни варианти в посоки напред и назад, в рамките на 3 + 3 такта. Понякога преди и след нея се добавят и други елементи и движения – най-често "Ходове". Мъжете играят "Тракийката" по-разчупено и разиграно, като я свързват с други движения – притропвания, подскоци, клякане и други. Особено популярно е движението "трополи", изпълнявано от мъже и много рядко от жени. Играе се в различни варианти, като подчертаните стъпки и набиванията се изпълняват на възглавничката на ходилото, на цяло ходило и пета. Тук краката ясно са приклекнали, коленете сочат напред, но има варианти и когато се повиват съответно напред – вдясно и напред – вляво. Тракиецът играе "трополи" стегнато и ритмично, като се среща "единично", "двойно", дори "тройно трополи" в отделните части на Тракия. Когато тракиецът "трополи", той сякаш разговаря със земята. Според мястото си в тракийските танци "Трополи" напълно приличат на "шопската" в шопските танци. И двете движения са основни и служат за връзка между другите елементи и движения. "Трополи" е спойката и здравата връзка между тях в тракийските танци. Предполага се, че движението е произлязло от "причукването", като към него са добавени други елементи.
Често непосредствено след "трополи" се изпълняват "Лява прашка" и "Дясна прашка". Двете движения са много типични за цяла Тракия и се играят от мъже и жени в различни варианти. Докато "трополи" служи за връзка между отделните движения, то "прашката" обикновено се явява като завършек на танцовата фигура. Тя сякаш довършва една мисъл и при изиграване напрежението в танца сякаш спада, за да започне отново да расте с "трополи" и други елементи и движения. И при "трополи", и при "прашка" тялото взема активно участие в танца особено при мъжете. То или се навежда напред и изправя, или се повива вдясно и вляво, за да акцентира и украси движенията на краката. Типични за тракийския мъжки танц са "дробинките", "набиванията", и "причукванията". С тях тракиецът сякаш гали земята, като влага при тяхното изпълнение по-малко или повече сила, като ги подрежда и изпълнява с голямо майсторство и умение. Има много примери в това отношение, но особено типично в този смисъл е "Медникаровското" в размер 2/4. Кляканията в мъжките танци се изпълняват с прибрани или леко разтворени колене. Клякането се играе леко, пъргаво, без каквото и да е напрежение. Среща се най-често в правите хора – в мъжките "леси", в "Трите пъти" и особено в "Ръченицата".
Външната форма на хората е запазена и до наши дни –  "сключени", "скъсани"(водени), хора "на леса". Типична за Тракия е разкъсаната форма на танца – игрите "по саме" и "по двой", които се срещат най-често в "Ръченицата". Сключените хора се изпълняват най-често от жени или смесено, като се играят най-вече вдясно на кръга и по-рядко вляво – "Тропанка", "На Лазар", "Коледно хоро", "Миляново хоро", "Стойна-Марийка Попова", "Ярешката", "Лазарски буенек", "На засевки", "Лява игра", – всичките в размер 2/4, "На меденик" – в размер 7/16 с трети дълъг дял, и други. Водените хора се играят от жени, мъже или смесено и се развиват в полукръг, дъга, змейка, охлюв. – "На Лазар", "Право тракийско", "Бохалийската", "Трите пъти", "Овчаркиното", "Великденско", "Седем стъпки", "Тичано хоро", "Кирово хоро", "Хрипкано" – всичките в размер 2/4, "Пайдушко" в размер 5/16 с втори дълъг дял, "Ръченица", "Посеница", "Бонината", "Хромата", – в размер 7/16 с трети дълъг дял. "Водените" хора, както и "сключените" се придвижват преди всичко вдясно, като рядко се срещат хора, които се придвижват вляво – например "Хромата".
Лесите се срещат много често в Тракия – в права редица, дъга, елипса, дори в охлюв, в които се играят различните варианти на "правото" тракийско хоро – "Гердемската", "Чибур", "Срещнатата", "Трите пъти", "Чопраз", "Маломирска суста", "Диметно хоро", "Медникаровско", "Калояновско", "Безмерско", "Пъдаревско", "Елховско", и много други в размер 2/4, "Дядо Вълковото", и "Пайдушко" в размер 5/16 с втори дълъг дял, "Карабунарската" в размер 9/16 с четвърти дълъг дял. Разкъсаната форма на танца се среща най-често в "Ръченицата", "Чепница", "Мъжка ръченица", "Залвенска ръченица" – размер 7/16 с трети дълъг дял, "Хуркината", "Касъмската"("Семенковчента") – размер 2/4, "На Лазар" – размер 2/4, или 5/16 с втори дълъг дял, "Кукнатата" – размер 9/18 с четвърти дълъг дял. Разкъсаната форма се проявява най-много в сватбения обичай – най-често в "Ръченицата", която съпровожда изцяло отделните моменти на сватбата. Тук и жената, и мъжът показват своето майсторство в танца, като умело съчетават движенията на краката и ръцете.
В източна Тракия, най-често в Ямболско и Сливенско, се среща кадрилната форма, като участниците се залавят по двойки – "Касъмската", "Джиновската", "Боалийско" в размер 2/4 . Този танц се изпълнява на домашни празници и тържества. Играе се от близки роднини, което дава възможност за свобода в танца, без да се нарушават установените норми на приличие. За танца са типични движения на краката и ръцете, които не се срещат в други танци. Често танцуващите се пускат, въртят се около себе си, пляскат с ръце и отново се залавят, като се съобразяват с това че танцуват в стая пред погледите на своите роднини и приятели. В отделните части на Тракия се среща и сватбената "Заешка игра" – изпълнявана в размерите 2/4 и 5/16 с втори дълъг дял от двама или трима "заека". При различните варианти се играе в приклекнало положение с типичното заешко подскачане, допълвайки го с ръце, имитиращи заешките уши. В изпълнението на "Заешката" има символика, която пожелава на младоженците голяма челяд. По саме, или във водено хоро се играе и сватбената игра "Чер пипер" – най-често в размер 5/16 с втори дълъг дял. Тя носи много настроение на развеселените сватбари, а на много места играят откъснато от сватбения обичай за "смях и развлечение". На много места играта се развива в драматизирана забава, като дава възможност на участниците да се проявяват като импровизатори. В играта хороводецът държи в ръката пръчка, бастун, дилаф или кърпа, в свободния край на която е вързана глава лук, с която удря играча, неизпълнил навреме командата "да чука пипера" съответно с коляно, нос, лакът и други.
Женските хора в Тракия често се играят на песен, която самите участнички пеят. Това са  най-често "прави" хора в размер 2/4, както и 5/16 с втори дълъг дял и 7/16 с трети дълъг дял. На първо място трябва да посочим "Буенека", който съпровожда лазарския обичай и е наситен с много поетичност и надежди у момите, отразени в текста на песните, с които съпровождат изпълнението му. "Буенекът" се вие и лъкатуши в различни фигури, воден умело от "буенеца" (водачката"). Много често "правите" хора носят името на песента, на която се играят, като тук трябва да отбележим коледни, великденски и сватбени хора – "на засевки", "лява игра на меденици", "Ивано мари, Иванке", "Овчаркиното", "Великденско", "Тичано хоро" и други. Често жените заиграват "правите" хора заедно с мъжете. Когато те се откъснат и заиграят сложни движения и фигури, жените играят своите по-леки движения и се залавят отново с мъжете, които за отдих заиграват само "Тракийка" напред и назад. Жените играят хора и в други размери – 5/16 с втори дълъг дял, 7/16 с трети или първи дълъг дял и други. В своите танци тракийката съхранява традиционните форми и не усложнява хореографския текст за разлика от мъжете. Тракийката винаги спазва установените в обществото норми за взаимоотношения и дори в танца пази своето достойнство. Играе кротко и кипро, знаейки своята цена.
Мъжките хора в Тракия са "водени"("скъсани") и най-често "на леса", като в танцовата традиция тук тези две външни форми често са съчетани една с друга. В началото заиграват хорото "водено" заедно с жените, правят една-две обиколки и като насъберат достатъчно настроение, те се отделят от жените и заиграват "на леса". Такива са главно "правите" хора, които имат различни наименования, като или носят името на селището, където се играят – "Пъдаревско", "Новозагорско", "Калояновско", или името на типично движение или подреждане на танцуващите – "Чопраз", "Чибур" и други. Тези мъжки хора са изключително разнообразни и богати откъм танцови движения. В някой отношения движенията се повтарят и се срещат често, като "Тракийка", "Трополи", "Прашка", "Набиване", "Причукване", но се изпълняват с регионални отлики и звучат оригинално в своята цялостност. "Правите" мъжки хора от всички части на Тракия и особено от източната и част по своята сложност и наситено емоционално изпълнение съперничат на мъжките шопски танци.
Един от най-красивите мъжки танци е Трите пъти, който се изпълнява в размер 2/4. В него по един съвършен начин са съчетани трудни движения за краката с ритмични и енергични полюлявания на ръцете напред и назад. Играе се в ясно изразено приклекнало положение с пъргави крака и стегнати глезени. Движенията са отривисти и протичат в една динамична пулсация. Изпълняват се напред, назад и на място и се състоят от "Ход с подскок", "Ножици", "Набивания", "Клякане", "Люш", "Хлопки", съчетани с подчертано участие на тялото, което се повива малко вдясно и вляво, навежда се напред и се изправя. С основание можем да смятаме "Трите пъти" за един от най-обичаните от народа танци. Той е един от бисерите в тракийското танцово наследство. Както и в други области на България, и тук, в Тракия, мъжките танци са много сложни, като в тях е подчертано чувството за развитие и усложняване на танцовите движения. Трябва да отбележим на първо място движенията за краката, но без да пропускаме и тези на ръцете. Всички те говорят за един подчертан стремеж в тракиеца към техническо майсторство и индивидуална изява.
Смесените хора се играят навсякъде в Тракия. Най-често срещани са "правите" хора, играни най-вече "водено". Залавят се смесено – мъж, жена, мъж, жена и така нататък. В миналото залавянето е ставало само между близки роднини, и то чрез кърпа. Среща се и друго залавяне – в началото на хорото са мъжете, в средата – жените, и в края на хорото – отново мъже. Водачът на хорото в Тракия наричат "баш", "връх", "водник", а на опашката – "куйрук", "кърпач". Водачът на хорото е личност, която се ползва с уважение в селото. Често за това място са ставали спорове между млади мъже и ергени – кой да е "баш", кой да води хорото. Воденото тракийско хоро е една много пъстри картина. В западна Тракия, в Източна Траки и в Странджа на него се хваща мало и голямо – моми и ергени, жени и мъже, възрастни, даже и деца. Това, от една страна, е възможно, защото движенията в "правото" хоро с малки изключения не са сложни, а от друга – всеки иска на празника да се хване до близки и познати, до мома или ерген, да покаже, че е майстор в играта или пък тепърва иска да учи хорото. Музикантите обикновено са в средата на кръга или полукръга и най-често до "баша", който дава команда за продължителността и темпото на изпълнение.
"Правите" хора винаги започват в умерено темпо, като постепенно всички желаещи да играят се залавят. Темпото постепенно се забързва, хорото вече по-устремно се придвижва вдясно, с по-енергични движения се влиза навътре към центъра на полукръга и се връща назад. Постепенно играта се успокоява, за да се развихри отново, или пък мъжете се откъсват от жените и заиграват "на леса". Трите пъти често се изпълнява смесено. Тогава движенията са по-леки, като хорото се движи вдясно по кръга. Има смесени хора, които се играят "сключено" в два кръга – вътрешен – от жени, и външен – от мъже. Някои изследователи на българския танцов фолклор смятат, че това е останало от турско робство, когато на мегдана мъжете са пазели своите жени и деца. Освен хора в размер 2/4 смесено се играят и "Пайдушки" хора в размер 5/16 с втори дълъг дял "Хромата" и "Ръченица" – размер 7/16 с трети дълъг дял, като с нея непрекъснато се съпровождат моменти от сватбата или се играе на мегдана, хора в размер 9/8 или 9/16 с четвърти дълъг дял – "Лявото хоро", "Кусти коня чеше". Смесено се играят и особено популярните криви хора в Пазарджишко и Пловдивско – размер 11/16 с трети дълъг дял "Главинишка копаница", "Ветренска копаница", "Ламба – Ламба", в която по един много интересен начин с танцови движения и участие на тялото се наподобява трептенето на фитила на запалената газова лампа. Тук трябва да отбележим и "Камишица" – играна на песен и музикален съпровод в размер 7/16 с първи дълъг дял, "Бучиниш" – размер 15/16 с пети дълъг дял, "Седи Донка" в размер 7/16 + 7/16 с първи дълъг дял и 11/16 с трети дълъг дял (среща се и под името "Изтърси калци").
Други смесени хора в размер 2/4 са "Бохалийската", "Седем стъпки", "Броенеяк", "Баненски лазар", "У Дойнини огън гори", "Кирово хоро", "Българе глава дигнаха", "Хрипкано", срещат се и хора в размери, като "Черешкината" – 9/8 + 9/8 + 5/8 + 5/8 + 9/8 размер съответно с четвърти и втори дълъг дял. Емоционалното състояние на тракиеца е тясно свързано с изпълнявания танц – хоро или игра. Всички движения на краката, ръцете и тялото в своята съвкупност се явяват израз на богато душевно състояние на танцуващия. Тази съвкупност от движения е различна е различна в отделните тракийски танци – както в женските, така и в мъжките, като подреждане, сложност, образност, темпо на изпълнение, динамика и други.
Характерът се изявява по един начин в еднородните танци – женските  или мъжки, а по съвсем друг – в смесените, особено в танци, в които участват моми и ергени и където младостта и обичта между тях търси и намира специфичен израз за изява в танца както за тези, които се обичат и това се знае от цялото село, така и за тези, които тепърва се харесват на хорото. Възрастта на участниците в танца също е фактор за характера му. По различен начин изразяват емоционалното си състояние децата, младите, по-възрастните и старците – всеки с умението и възможността на възрастта си. Чрез танцовите движения участниците в танца натрупват такова настроение, което не могат да сдържат повече в себе си и търсят начин да го изразят, да намерят подходящ отдушник за това. Както и в другите български танци, така и тук, в тракийските, това са провикванията, които са логичен израз на състоянието на танцуващите. Провикванията са емоционално обосновани и тясно свързани с изпълнявания танц. Тракиецът се провиква тогава, когато започва нова мелодия от инструменталния или вокален съпровод или започва ново движение или фигура, или момент, в който той изявява себе си като майстор в танца.
Провикванията  в женските и в мъжките танци са различни. Те подчертават, от една страна, сдържаността на тракийката, а от друга – енергичността и буйната игра на тракиеца. Всичко това показва, че и в тракийските танци провикванията не са случайно хрумване, а резултат на определено душевно състояние на танцуващия, тясно свързано с изпълнявания танц. Закономерна и постоянна е връзката и единството на системата от вътрешни проявления и белези на танца, характерът на танца е тясно свързан с неговите стилни белези. Голяма част от тракийските танци можем да причислим към жанра с художествено-развлекателна функция – изпълняват се на различни празници, събори. Други спадат към обредни жанр – при коледуване, при лазаруване, буенек, великденски и гергьовски хора, както и тези, свързани със сватбата – "на засев", ("на засевки"), "на меденик", и тези от останалите моменти от сватбата, придружени с танц. Определена част от танците, спадащи към обредния жанр, постепенно по различни причини преминават в развлекателния жанр и се играят за удоволствие. Тракийските танци се делят на три подобласти - Западна Тракия, Източна Тракия и Странджа.

### Западна Тракия
Западна Тракия заема територия, която на север обхваща високите склонове на Средна Стара планина, на юг – стръмните разседни склонове на Родопите, на запад – Рила планина и Ихтиманска Средна гора, а на изток граничи с поречието на р.Стряма и р.Чепеларска. Както навсякъде и тук границите не са рязко очертани, а плавно преливат към съседните области и райони. Тази част на Тракия е по-малка от източната и част. Независимо от това тя е извънредно богата не само по видове танци, но и по техните форми и движения. Разположението на Западна Тракия и нейните естествени граници я правят много интересна по отношение на народните танци. Можем да ги приемем като трамплин между тракийските танци, от една страна, и шопските и пиринските, от друга. Предполага се, че това се е получило вследствие на миграционните процеси от края на XVI век до началото на XIX век, когато тук се заселват много българи от Софийско и Западна Македония. Смесването на различни етнографски групи довежда до създаването на танцова култура, която носи чертите на тракийските, на шопските и на пиринските танци, като в местните танци има динамично изпълнение, което е типично за шопските танци.
За западна Тракия са типични танците в неравноделни размери – 5/16 с втори дълъг дял, 7/16 с първи дълъг дял, 8/16, 7/16 с трети дълъг дял – "Мешаната", "Кокиче", "Прала Начка", 9/16 с четвърти дълъг дял, 11/16 с трети дълъг дял. Най-типични тук са "кривите хора" в размер 11/16 с трети дълъг дял – "Главинишка копаница", "Ветренска копаница", "Ламба – Ламба", и други, които се играят най-вече в северозападна част на Западна Тракия – Ихтиманско, Панагюрско и Пазарджишко. Тук се срещат и хора в смесени размери – "Бучиниш" – размер 5/16 с пети дълъг дял "Седи Донка" – 7/16 с първи дълъг дял + 7/16 с първи дълъг дял + 11/16 с трети дълъг дял, "Куцата", "Мъжката" и други. Хората в Западна Тракия се играят повече на инструментален съпровод и по-малко на песен. Женските танци са спокойни, с много приситвания и се отличават със своята сложност и разнообразен рисунък. Мъжките танци и тук са сложни, темпераментни, като показват стремежа на мъжа да усложнява танцовите движения. И тук се чувства здравата връзка на тракиеца със земята, като той "набива" и "причуква". В тази част на Тракия тракиецът не "трополи". Преселниците македонци са обособили жилищата си в отделни махали. Те са оказали влияние на танците на местните жители. Типичен пример в това отношение е "Камишицата" ("Каймишицата").
Хора и танци от Западна Тракия: "Право поибренско хоро", "Камишица", "Чукуровска копаница", "Бучиниш", "Ламба – Ламба", "Главинишка копаница", "Седи Донка", "Мъжка Ръченица", "Баненски Лазар" и други.

### Източна Тракия
Източна Тракия на север граничи със Стара планина, на запад със р.Стряма и Чепеларската река, на юг с Родопите и Странджа, а на изток с Черно море. За тази част на Тракия са типични "правите" хора в размер 2/4. В сравнение със Западна Тракия, където са типични "кривите хора", тук чувствително преобладават "правите хора" – "На Лазар", "Тичано хоро", "На медници", "Право тракийско", "На засевки", "Бохалийската", "Безмерско", "Гердемската", "Маломирска суста", "Диметно хоро", "Броеняк" и много други. Хората са плавни и тържествени, особено тези, които се изпълняват на песен. Тук периодично се редуват бавното, спокойното с буйното и вихрено изпълнение. Типично мъжко танцово движение тук е "трополи". Трополенето е едно от най-характерните движения в тракийските танци и се среща само в Тракия. Играе се навсякъде в Източна Тракия в различни варианти – "единично", "двойно", "Казанлъшко" и други. В проучванията си за произход на "трополи" хореографът Петър Захариев разговаря с 98-годишния дядо Тоню Тонев, известен по онова време майстор-игралец от с.Медникарово, който казва: "Не помня никога като малък да съм видял да се играе "степът" ("трополи"). Спомням си, че  малко преди Освобождението турците се бяха страшно озверили срещу българите и на празници, сватби никой не смееше да играе на мегдана, хорището, полето или дворовете. Това го правехме вкъщи. И за да не вдигаме голям шум, свирджиите бяха само кавали и гъдулки. Не употребявахме тъпан, защото се чува надалеч. Тогава, като играеха, ергените така ситнеха на място, че имитираха ударите на тъпана. Така постепенно се яви и "степът". Ние и после си играехме "степ", но само когато сме в стая или на твърда земя. На хорището обаче "степ" не играхме, защото трябваше да задържаме цялото хоро на едно място, а ние постепенно го виехме. Па и на открито в такъв прашуляк и на такъв шум нищо нямаше да се чуе от чукането".
Типични мъжки хора, в които "трополи" се среща като основно движение, се играят в Сливенско, Казанлъшко, Старозагорско, Новозагорско, Керменско, Ямболско и други. Постепенно на изток, най-вече в Странджа, то преминава в "приситване". Мъжките танци имат съревнователен характер. В тях мъжете показват своето майсторство в танца, което личи и при тези, които са на "баша" и при тези от "куйрука". Типични за тази част на Тракия са "Трите пъти" и "Джиновската" в размер 2/4, която се нарича още "Боалийската", "Семенковчента", "Касъмската". Много популярна тук е "ръченицата", която се играе на домашни празници и собено на сватбеното тържество. Изпълнителите танцуват най-разнообразни движения с ръце и леки кършения на тялото, като вмъкват пляскания по бедрата и ходилата и правят завъртания също с пляскания. Източнотракийските танци са построение в сравнително по-прости размери. Повечето са в размер 2/4, а след това в 5/16 с втори дълъг дял, 7/16 с трети дълъг дял и 9/16 с четвърти дълъг дял.
Хора и танци от Източна Тракия: "Коледно хоро", "Тичано хоро", "На лазар", "Лява игра на меденици", "Водене ръченица", "Новозагорско", "Трите пъти", "Пайдушко", "Ръченица", "Право тракийско", "Право мъжко хоро", "На засевки", "Бохалийската", "Безмерско мъжко хоро", "Гердемската", "Право хоро", "Маломирска суста", "Чепница", "Лазарски буенек", "Семенковчента"("Касъмската") и други.

### Странджа
"Целият Странджански край – приморската, средната и западна му част, е съкровищница на танцовия фолклор". Неделните и празничните хора в близкото минало са били най-приятна забава за стари и млади. Всички обреди при сватбата се придружавали от хора, а съборите се огласяли от хороводни мелодии. Типичен за Странджа е вокалният съпровод на хората, които са предимно в размер 2/4, и се изпълняват през различни сезони – зима,пролет и лято. Странджанци имат своя терминология за обозначаване външната форма на хората. "Сключеното" хоро тук наричат "заградено". Когато кръгът не е сключен и хорото има две "връове", които разтварят и събират хорото, то е "отградено". "Изводено" хоро, или "дълго" хоро, е онова, при което един "водник" води (кривули) хорото, а един опашкар, наричан "кирпич", "кърпач" – "кърпи", крепи хорото. И в Странджа "на хорото се е спазвала строга йерархия – на "водника" се хващали мъжете, след тях жените, момите и ергените – наредени по възраст". Когато "виели" хорото, ту единият, ту другият "връх" го завивал на охлюв, в центъра на който остава гайдарят. Като го завиели добре, вътрешния връх давал команда "дай назад" и всички участници развивали хорото. Според темпото на изпълнение странджанските хора и игри са "кротки", "луди", "тропани", "рипани", "подсурнати". По своя строеж странджанските танци в размер 2/4 не са сложни, но доста разнообразни по движения и преобладават в танцовото богатство на този край.
Обичана и често изпълнявана тук е "Ръченицата", наричана "Тройна ръченица", "Димитна ръченица", "Ръченица с провиране", "Чупница", а определенията като "зълвенската", "на благата ракия", "на свещите" показват мястото на ръченицата в сватбения ритуал. "Характерни за Странджа са ръчениците, които се играят от заловени за ръце двойки, тройки и четворки, като участниците се провират сръчно под дъги, образувани от хванатите ръце".. В много села се играе и сватбарска ръченица "на свещите", която съпровожда отделните моменти от сватбения ритуал – момковата майка (свекървата) посреща младоженците и "плеше" пред тях със вещи в ръце (които се слагат между пръстите) по пътя до момкови след венчавката, в понеделник след сватбата. Ръченицата съпровожда и други моменти от сватбеното тържество – пред кръстника, около "меденика", около трапезата. Странджанците изпълняват и други игри "по саме" и "по двой"  – "Кукленската" в размер 9/16 с четвърти дълъг дял, но тук отпадат характерните за тази игра кукленски движения, запазени така добре в Добруджа и Варненско. "Зайчешката" ("Заешката") се играе най-често от двама в размер 5/16 с втори дълъг дял. "Пуперът", или "Черният пипер", се изпълнява най-често в размер 5/16 с втори дълъг дял. Често се играе отделно от сватбените обичаи – за развлечение.
Популярни в Странджа са хората в следните размери  – 2/4  – "Кротко хоро", "Коледни хора", "У дойнини огън гори", "Лява игра", "Трите пъти", "Тропано хоро", "Чопраз"; в 5/16 с втори дълъг дял  – "Зайчешката", "Чер пипер", "Пайдушката"; в 7/16 с трети дълъг дял  – "Бонината"; в 9/16 с четвърти дълъг дял  – "Кусти коня чеше", "Тодоро, Тодоро", "Никола, Никола". Най-сложно в Странджанския край е "Витото хоро", наричано още "Въртена", "Въртената" или "Чопраз", който се играе в Средецко. Хорото има доста фигури и се играе по команда. Характерно за него е, че всички по-сложни фигури се изпълняват "завито", "на охлюв". В средата се залавяли жените, а на двата "връа" – мъжете, които играят сложните фигури. Докато на единия връх – центъра на "охлюва", играят темпераментно всички фигури, на другия край си почиват с леки движения. След това развиват хорото и го "завиват" откъм другия "връх". Гайдарят свири в "завития" връх и след това преминава в другия. Щом завият единия връх, най-опитният играч подава командите за игра. Последната фигура – "Чопраз", е дала името на хорото.
Хора и танци от Странджа: "Милянво хоро", "Хуркината", "Карабунарската", "Кукленската", "Трите пъти", "Чопраз", "Криво хоро", "Българе глава дигнаха", "Бонината", "Стойна", "У дойнини огън гори", "Ярешката" и други.

## Стил, форма и характер на шопските народни танци
Шопските народни танци са част от бита на народа и са отражение на неговия характер. Те са заемали важно място в обществения и в домашния живот на народа, подобаващо място заемат и сега, в нашето съвремие. Движенията в шопските танци са съсредоточени главно в краката, като главата, тялото и ръцете, макар и в значително по-малка степен, вземат участие в танца. Шопът танцува леко приклекнал, често приведен малко напред. Движенията и акцентите в танците са насочени често надолу, към земята, сякаш шопът се бори, гази и мачка въображаем противник, повален на земята. В други моменти движенията и акцентите са насочени нагоре, което изразява стремеж за откъсване от земята. Това допринася за формирането на впечатление за изключителна лекота и пъргавина на шопския танц, като този стилен белег ни дава възможност веднага да го отличим от танците на всички фолклорни области в страната. Пружинирането, което е стилен белег като цяло в Шопския край е по-отчетливо, като в някои случаи в мъжките танци е и по-рязко. За разлика от другите области на страната пружинката в танца на шопа е с по-малка амплитуда – следствие от играта му в бързо темпо. В пружинирането например на тракиеца дори и в бързото темпо има известна плавност, мекота, то като че ли е равно, с повече насоченост към земята, а шопът, едва стъпил на нея, бърза да се откъсне, да отксочи в някои моменти високо нагоре, да се докосне за кратък миг пак до земята и отново, пълен с неукротима енергия, да се отдели от нея. Движенията в шопските танци са наситени на дълбока вътрешна динамика и сякаш идват отвън и се затварят дълбоко в танцуващите. Шопските танци ни дават възможност да разграничим движенията в тях на основни и действени.
Основни движения - "Шопска", "Граовка", "Ръченична", се изпълняват във всички райони на Средна Западна България. Те се явяват спойката за разнообразните действени движения. В отделните райони на Шоплука основните движения се играят с някои отлики, които се изразяват в няколко посоки. Така например една от отликите в "Ръченична" и "Граовка" се състои в амплитудата на отделяне на крака от земята преди и след стъпването на нея, друга – в по-малко или повече приклякане. На трето място трябва да посочим, че те се изпълняват не само на място, но и с придвижване в различни посоки. При "Граовката" се среща и различно метрично построение на отделните танцови елементи – кръгове с ходилото, хлопки, или акцентувано повиване на колената с участие на тялото.  Най-ясно личат отликите при изпълнение на "Шопска". В отделните райони тя се изпълнява от пръсти на цяло ходило, на пръсти, много рядко на пета, с хлопка, или с ножици. Както и другите две основни движения, и "Шопската" може да се изпълни и с придвижване, но доста по-слабо изразено. "Шопската" се играе от жени и мъже. Тялото, раменете и ръцете подчертават отделните елементи в движенията на краката, като се получава ритмично трептене на раменете и ръцете, чувствително по-ясно изразено при жените. Това движение е типично само за Шопската област и не се играе в други области и райони на страната, за разлика от "Граовка" и "Ръченична", които се играят навсякъде и носят стилните белези на съответната област. 
Действените движения са много разнообразни. Срещат се от по-леки до много сложни. Както и в танците от другите области на страната, и тук мъжкият танц е много по-сложен и подчертан от женския, като веднага трябва да кажем, че в Средна Западна България има женски танци с усложнен строеж и разнообразни танцови движения – "Тройче", "Багренска ръченица", "Селското", "Йове", и други. Разликата между основните и действените движения в шопските танци е ясно изразена. Докато при основните движения шопът сякаш успокоява играта си, то при действените той се развихря, набира сила, за да ни покаже майсторството си в танца. Действените движения са по-широки, по-едри, с повече придвижване в пространството напред, назад, вдясно и вляво. В тях участва цялото тяло, докато основните са по-ситни, дребни и се изпълняват на място или с малко придвижване, като например граовското мъжко "Бучинско" и кюстендилското "Тройче" в размер 2/4. Това доказва, че тези два вида движения контрастират едни на други. Този контраст е много съществен стилен белег на шопските танци, който им придава ярка художествена окраска. 
Формите на шопските хора са следните: "сключени" хора, "водени"("скъсани", "на два танеца"), хора "на леса", като се среща и разкъсаната форма на танца – в игрите "по саме" и "по двой". Най-популярното и изпълнявано почти във всички райони на Средна Западна България е "воденото" хоро "За пояс", наричано още "Селското", "Шопско за пояс", "Търчано", "Мелничката", "Едностранка", "У место" и други. Играе се от жени, мъже и най-често смесено. Типично за неговия строеж е това, че във всички райони на областта танцовата му фигура се състои от 10 такта в размер 2/4 или 7/16 с трети дълъг дял. "Водените" хора се развиват в полукръг, дъга, змейка, охлюв, а "лесите" – в права редица или дъга. Според темпото на изпълнение те са от умерени до много бързи. С основание можем да кажем. че шопските танци са най-бързите в страната. "Сключените" хора се срещат по-рядко, обикновено при някои обичаи, като например бавните хора при надпяването на пръстени в Самоковско и лазарското "на пчели". Разкъсаните форми на танца – игрите "по саме" и "по двой" имат голямо разпространение в Шоплука. Те се играят най-често на сватби. Такива игри в размер 7/16 с трети дълъг дял са: "Разминушка", която се играе в Граово, Трънско, Годечко, "Пешачката" в Кюстендилско, Ихтиманско, в размер 2/4 – "Заешката" и "Плетеница" от Самоковско, "Плетена" по двойки от Ихтиманско, в размер 13/16 с шести дълъг дял – "Цоне, мило чедо" в Кюстендилско, Граово, Трънско. В тези игри личи голямото майсторство и импровизаторското умение на шопа.
Женските хора много често се играят на песен, изпълнявана от танцуващите, и тогава хорото често носи името на песента. Така названията "Селското" или "За пояс" в случая имат събирателно значение, като всички хора от този вид носят това общо наименование, а във всеки отделен район и селище те носят името на песента, на която се играят. При някои женски хора "на леса" за еднократно изпълнение на хорото играещите се придвижват в кръг по посока на часовниковата стрелка или обратно, като запазват правата редица или полукръга. Има и женски "леси", които се играят и с придвижване напред и назад, като "Тройче" и "Ръченица" от Кюстендилско.
Мъжките хора "на леса" са много сложни и се играят "по команда"(наименувана от народа сложна танцова фигура, съставена от определен брой танцови движения). Прочути са "Садовишко", "Дивотинско", "Палатовско", "Витановско", "Жиленско", "Брезнишко", "Сливнишко" – всички в размер 2/4. Тези мъжки "леси" са изключително бързи, темпераментни, играят се с голямо майсторство и ловкост. При тяхното изпълнение шопът сякаш лети и не се стъпва на земята. Във всеки район има типични мъжки хора "на леса", като освен посочените по-горе ще добавим "Четворно", "Кьорчово" от Софийско, "Зидарско" от Граово, "Копче" от Кюстендилско, "Ламба" от Ихтиманско, "Иле – иле" от Самоковско и много други. Често "танчоводът" на "лесата", който е в десния край или средата, играе с бастун, взет за случая от възрастен човек, или със специално изработено бастунче, на чиято извивка е вързана везана кърпа. Много майсторски той си служи с него, като подканва останалите участници да изпълняват хорото както трябва, а дори понякога и заплашително го размахва към този, който не го знае достатъчно добре.
Само с няколко думи можем да изразим същността на шопския танц – бързина и лекота, буен темперамент и непрекъсната закачливост, одухотвореност и жизненост.
Характерът на шопския танц е много специфичен, отличаващ се например от северняшкия и тракийския народен танц. Емоционалното състояние на шопа е неразривно свързано с изпълняването хоро или игра, системата от вътрешните и външните проявления и белези на танца се намират в непрекъснато единство. В голямата си част женските, мъжките и смесените танци имат художествено-развлекателна функция. Свободата на отношенията в семейната задруга е намерила отражение в смесените танци, които се характеризират на много места със закачливо настроение и отношение между момци и девойки, както и в надиграване между тях. Както във всички български танци, така и в шопските са характерни провикванията, които са естествен израз на емоционалното състояние на танцуващите. В шопските танци те са специфични и се отличават от провикванията в танците от другите области на страната. Така например наред с продължителното "и-и-и-и", израз на едно повишено настроение, ще се чуе заканителното "ха-а-а-а" или дори нещо като ръмжене, и то тогава, когато с краката и със цялото тяло сякаш се тъпче, смачква и побеждава някакъв въображаем противник. Тези провиквания, типични за мъжкия шопски танц носят характер на мъжественост и войнственост, на специфично настроение и усещане, които не се срещат в танците от другите области в България. Провикванията в женските шопски танци са съвсем различни от мъжките. Те също се явяват отдушник на едно повишено настроение в танца. Провикванията в шопските танци не са случайни, а са дълбоко емоционално обосновани и са тясно свързани със стила и характера им.
В рамките на Средна Западна България танците притежават общи белези, по които ги различаваме от танците на другите области. От друга страна, в отделни части на областта шопските танци притежават ярки отлики, по които можем да ги разграничим на шест района – Софийски, Брезнишко-Пернишки, Кюстендилски, Годечки, Самоковски и Ихтимански.

### Софийски район
Софийският район се простира между Витоша и Стара планина. Стефан Костов отъждествява Софийско със селищата от Софийското поле. В своите проучвания той очертава точната граница на Софийско със следните крайни точки: на север – с.Лъкатник, на юг – с.Железница, на запад – с.Алдомировци, и на изток – с.Богданлия. Софисйкият район граничи с Годечко, Граово и Самоковско. Женските хора тук се играят предимно на песен. Те са главно "водени", "скъсани", като например "Ситната" и "Излитачка" от Бояна и "Шетвая се юнаци" от Горна баня в размер 2/4, "Йове" – в размер 7/16 + 11/16 с първи и трети дълъг дял от Сливнишко, хора в размер 11/16 с трети дълъг дял на изток от София – от с.Мрамор, с.Горен Лозен и други. Танцовите движения се изпълняват по-ниско, по-отчетливо, с типичното за софийските шопи "натрисане". Срещат се и хора "на леса" – на песен, като например "Брала мома зелен здравец" – в размерите 2/4 и 7/16 с трети дълъг дял, което има голямо разпространение не само в Софийско и се среща и под наименованията – "Маро, Дилиндаро", "Кукуригу", "Цвете мило" и други.
Както в цялата страна и тук мъжете играят подчертано мъжествено своите танци. Мъжките хора и игри се изпълняват на инструментален съпровод. Много популярно тук е "воденото" хоро "За пояс" в размер 2/4, като се играе в много варианти и с различни наименования – "Селско", "Селската", "Селско за пояс" и други. С разнообразни и сложни движения са построени хората "на леса" в размер 2/4 – "Сливнишко", "Цръклевско", "Полски". Типични за мъжката игра в Софийско са и хората в размер 11/16 с трети дълъг дял, които се играят на изток и югоизток от София – "Кьорчовото" от Бистрица, "Копаницата" от Лесново, "Новоселската копаница" от Елинпелинско. Тези хора са изградени от много сложни танцови движения. Шопът ги играе с много лекота, пъргавина и отскокливост. Те по достойнство съперничат на някои "криви" хора от Пазарджишко и Пловдивско. Особено популярни са "петрунинте" хора в размер 12/16 с първи и пети дълъг дял, известни в много варианти. Смесените хора в Софийско са много разнообразни. Срещат се в различни размер. Много от хората в размер 2/4 се играят на песен, като пеят жените. Такива са "Излитачка", за която е типично "излитането" на "кълчока"(опашката) на "воденото" хоро "За пояс", което в някои варианти има доста сложен строеж, като например тези от Горна баня и Свогенско.
В размер 5/16 с втори дълъг дял се играе "Туптан-туптан" – най-често на песен. Много популярни са така наречените "четворни" хора в размер 7/16 с първи дълъг дял – "Четворното" от Горна баня, "Развръщаната" от Елинпелинско и други. "Ръченицата", "Разминушката", "Калино Пено" се играят в размер 7/16 с трети дълъг дял, като първите две се играят най-често на сватби. Шопската ръченица от Софийско се играе с много лекота, вихреност и умение, с типичната за шопа импровизация. "Лиле, лиле" се играе в размер 9/16 с четвърти дълъг дял. В размер 12/16 с първи и пети дълъг дял се играе "Петруниното". Разкъсаната форма на танца се среща в "Ръченицата" и "Разминушката". Типичен белег, който отличава играта на софийските шопи от другите райони на Средна Западна България, е изпълнението на основното движени "шопска", което тук е по-едро, по-високо и подчертано, особено у мъжете. Хватовете при хората са главно за пояс и по-рядко за длани със свободно раздвижени ръце.
Хора и танци от Софийски район: "Ситната", "Излитачка", "Шетвая се юнаци", "За пояс", "Четворно, "Селското", "Развръщаната", "Сливнишко", "Църклевско", "Полски", "Калино Пено", Сачовата", и други.

### Брезнишко – Пернишки район
В Брезнишко – Пернишкия район са разположени планините и възвишенията Люлин, Завалска планина, Вискяр, Стража, покрайнината Граово, котловината Знеполе, извират реките Струма, Конска и други. Той граничи с Годечко, Софийско, Самоковско и Кюстендилско. Тук можем да разграничим танците на няколко подрайона – Граово (с център Брезник и Перник), Знеполе (с център Трън), Мраката (с център Радомир).

#### Граово
Граово граничи с Трънско, Радомирско и Софийско. Тази близост дава възможност на различни празници и събори да се срещат майстори на народния танц. Това допринася за известно влияние. Въпреки това танците от Граово, и особено мъжките, са с ярко очертани стилни и характерни белези. Стремежът за разнообразяване и усложняване на мъжкия танц тук е много ясно изразен. Типични примери в това отношение са мъжките "леси" в размер 2/4 – "Брезнишко", "Вискярско", "Зидарско", "Дивотинско", "Кладнишко", "Бучинско" и много други. Танцовите движения в тези "леси" са много разнообразни, наситени с много трудни елементи. Някои от тези елементи се срещат в посочените по-горе хора в различни варианти, като са подредени в различни съчетания. Всяко от тези хора има нещо ярко, отличаващо го от другите, и същевременно притежава стилните белези на граовския танц. Особено типични са бавните части на тези "леси". В тях са съчетани широтата на движенията с краткотрайни приситвания, граовки и прескоци, кръгови движения на ходилата и колената с участие на тялото, което допълва общото впечатление за една изключителна пъргавина и лекота в краката. Често пъти спокойната на вид игра се насича на акцентувани прескоци вляво и вдясно, подчертани с малки навеждания на тялото, които внасят голямо разнообразие в поредицата от движения и са като ярките тонове в картината на художник.
При някои от тези хора мъжете съпровождат играта си с песен – "Зидарско", "Садовишко", "Вискярско" и други. Винаги след бавната част следва живо заиграване, което става все по-бързо и динамично. В него танцуващите набират много настроение и с голямо майсторство и ловкост изпълняват трудните движения. Особено характерни, подчертаващи емоционалното състояние на граовеца при танцуване са специфичните подвиквания, колективните "подръмжавания", които са "солта" и "пиперът" на граовския танц. В Граово на "танеца" на "лесата" се залавят най-добрите играчи. Това е една особеност тук, тъй като в други области и райони се среща залавяне по равно, "лесата" в челото и в края се уравновесява от най-добрите участници в танца. Граовецът смята, че за него е чест да се залови на "танеца" на хорото и да покаже майсторството си. Командите, които "танчоводът" подава при основното движение "шопска", мобилизират участниците в "лесата". С тях той в скороговорка им "обяснява" какво трябва да се играе. Когато "танчоводът"  се убеди, че всички са готови и са разбрали какво трябва да изиграят, тогава подава специфично подвикване, което е различно за всеки – "А сега!", "Ашшш", "У бре!", "Ха сега!" и много други. След това подвикване следва изиграването на танцовата фигура. Щом я изиграят, следва изпълнение на "шопска" на място, при което танцуващите сякаш за малко се успокояват, укротяват, за да дойде новата команда и се впуснат пак в танца.
За разлика от Софийско тук основното движение "шопска" се изпълнява по-ниско, дребно, със специфично "засичане" в краката както от мъжете, така и от жените. По този стилен белег можем да различаваме хората от Граово и Софийско. Жените все още съхраняват традицията да играят предимно на песен. Това са главно хора в размер 2/4, като например "Дойне, моме", "Дос Доне ле", "Недица ле, бела Надо"(те всъщност са варианти на "Селското"), в размер 9/16 с четвърти дълъг дял – "Облага се мома Цвета", в размер 11/16 с трети дълъг дял – "Две са дружки друговали" и други. Играят се в умерено, до живо темпо. Тук разпространение има и женската игра "Разминушка" в размер 7/16 с трети дълъг дял, която в някои селища се нарича "У трапезу", защото се играела на сватбената трапеза пред кума, "Бера" – размер 7/16 с трети дълъг дял. Смесените хора се играят на песен или инструментален съпровод. Когато хорото е на песен, пеят само жените – "Пиперевка" в размер 2/4 или 7/16 с трети дълъг дял, "Боли Яна бело гърло" – размер 9/16 с четвърти дълъг дял. На инструментален съпровод се играят "Кошаревско" – в размер 2/4, "Бера" – в размер 7/16 с трети дълъг дял. Тези хора са много красиви по отношение на външната форма, умело водени от "танеца" и "кълчока". В Граово се играят и "Четворно" в размер 7/16 с първи дълъг дял, като е в доста опростен вид в сравнение със Софийско, "Туптан-туптан" – размер 5/16 с втори дълъг дял, "Лиле, Лиле" в размер 9/16 с четвърти дълъг дял, "Петрунино" в размер 12/16 с първи и пети дълъг дял, "Цоне, мило чедо" в размер 13/16 със шести дълъг дял, "Йова" – размер 7/16 + 11/16 съответно с първи и трети дълъг дял. хватовете тук са главно за пояс и по-рядко за длани, ръце спуснати долу или свободно раздвижени. 
Хора и танци от Граово: "Брезнишко мъжко хоро", "Бера", "Кошаревско", "Витановско", "Кладнишко", "Дивотинско", "Мъжко бучинско хоро", "Пиперевка", "Зидарско", "Рипна маца", "Садовишко", "Вискярско", "Лиле, Лиле", "Петрунио", "Разминушка" и други.

#### Трънско Знеполе
Трънско е в съседство с Граово и Кюстендилско. Безспорно те са си влияли взаимно и поради тази причина се играят танци с общи черти, например "Селското"("Селската"), наричано още "На два танеца", и "За пояс", "Лиле, Лиле", "Цоне, мило чедо", "Йова", "Заспала е Стана чичина". Докато в другите области и райони на България се срещат мъжки, женски и смесени хора, тук те са само смесени. На десния "танец"(челото) се залавя най-големият майстор, а на левия(опашката) – или равностоен на него, или пък с по-малки танцувални възможности, но никога новак, който не знае добре хорото. В Трънско е било чест да бъдеш опашкар. До хороводеца се залавя най-близката му – жена му, либето му, а до нея много добър играч, който се нарича "поддръжка". Неговата задача е да урегулира и да успокоява хорото от устремните притичвания или излитания на левия "танец" ту навътре, ту навън. Тук смесените хора са с много опростени танцови движения, достъпни за всички. Такива са "Брала, Ленка" и "Дотекла е Сава и Морава" – в размер 2/4, "Ситната" – в размер 7/16 с трети дълъг дял. В Трънско не се срещат хора, които да се играят непрекъснато в права редица, "на леса". Всички хора се придвижват по кръга, по посока обратна на часовниковата стрелка. Ако някои хора се играят на място, придвижват се вдясно и вляво, а след това напред и назад, формата на полукръга никога не се нарушава. Когато музикантите засвирвали "често", заситняли мелодията, опашката устремно излитала навътре за пет такта, а за следващите пет се връщала до изходно положение, без хорото да се застоява на едно място, а продължава да придвижва по кръга.
Всички хора в Трънско се играят спокойно, без "натрисане", което е типично за съседните райони. Хора с "натрисане" и с малко по-сложни танцови движения се срещат в села, които са в близост на тези райони. Типични в това отношение са: "Динкини коси" – размер 2/4, "Топуш" – размер 7/16 с трети дълъг дял, "Тръгна баба" – размер 7/16 с първи дълъг дял, от с.Видрар. Разкъсаната форма("по саме") в Трънско се среща само в "Цоне, мило чедо" – размер 13/16 с шести дълъг дял, и в "Разминушка" – размер 7/16 с трети дълъг дял. "Разминушката" е получила вероятно името си от начина на изпълнение и подреждането на жените или девойките, които я изпълняват. Играе се само от четири жени(или девойки), които се разминават две по две, движат се по кръга обратно на часовниковата стрелка, размахвайки кърпа. Обикновено след провикване си сменят местата. Играла се е предимно по сватби, и то пред кума. Най-разпространения хват е за пояс и по-рядко се среща хват за длани, със свити в лактите ръце и прибрани близо до тялото, като пружинират на всяко тактово време.  Трънчанинът много повече е обичал песента за съпровод на танците, отколкото инструменталния съпровод. Затова красноречиво говори фактът, че и до днес в Трънско има много и разнообразни по текст и мелодия песни, както и много добри певци, а музикантите се броят на пръсти. Все пак народната песен като съпровод на някои от хората постепенно се изоставя(особено там, където има музиканти) и се използват музикалните инструменти гъдулка(кемене), дудук и тъпан.
Хора и танци от Трънско Знеполе: "Трънско мъжко", "Крепи се", "Четоврка", "Катето", "Русалена макя клела" и други.

### Кюстендилски район
Кюстендилско граничи на север със Знеполе, Граово, Радомирско, на изток – със Самоковско, на юг – с Пиринската област, а на запад – със Сърбия и Македония. В Кюстендилско танците са много разнообразни и богати както на танцови движения, така и на формите, в които се развиват. Женските хора и игри се изпълняват на песен в умерено темпо или на инструментален съпровод, където темпото може да бъде по-бързо. Движенията се изпълняват с ниски стъпки и много малки пружинки, като се получава характерно за Кюстендилско "натрисане". Типични женски танци в размер 2/4 са: "Селското" (играе се в много варианти), "Мелничката", "Тройче", "Търчано", "Черешица род родила" и други, в размер 7/16 с първи дълъг дял – "Бера", в размер 7/16 с трети дълъг дял – "Кюстендилска ръченица", "Багренска ръченица", в размер 9/16 с четвърти дълъг дял – "Здравче, венче", в размер 13/16 с шести дълъг дял – "Цоне, мило чедо"("Чичиното дете", "Цонината"). Мъжките хора и игри се изпълняват на инструментален съпровод в умерено до бързо темпо. Движенията се играят много ниско, по-рязко, с много вътрешен заряд. Основното движение "шопска" се изпълнява с малки пружинки, ниско, за разлика от едрото и подчертано изпълнение на движението в Софийско или ситното със засичане в Граово. Типични мъжки танци тук в размер 2/4 са "Жиленско", "Палатовско", "Ситно мъжко", в размер 7/16 с трети дълъг дял – "Копче", в размер 7/16 с първи дълъг дял – "Тежко кюстендилско", в размер 13/16 с шести дълъг дял – "Цоне, мило чедо". От смесените хора най-популярна е "Кюстендилската ръченица" в размер 7/16 с трети дълъг дял, като се среща в много варианти, в размер 2/4 – "Селското", което също се играе в много варианти, "Едностранка", "Кукунешко", "Обръщанка", в размер 9/16 с четвърти дълъг дял "Лиле, Лиле" и други.
В Кюстендилско хората са "водени" и "на леса". Тук опашката много майсторски "върти" края на "воденото" хоро. Понякога тя е по-активна от играта на "извода"(челото). С голямо импровизаторско умение се изпълняват най-често на сватби игрите "по саме" и "по двой". Такива са ръченицата, наричана още "Пешачката", и "Цоне, мило чедо". Народът е наричал "Цоне, мило чедо" още "Мажкото", "Мажката"(мъжкото). Най-често се изпълнява по двойки, като участниците са застанали един срещу друг на известно разстояние. Понякога те се разминават, за да заиграят наново лице срещу лице. Когато играта стане масова, обикновено весеки започва да играе сам за себе си, или ту срещу един, ту срещу друг играч. В някои моменти играчите може да се хванат като на хоро или наредени в кръг един зад друг незаловени. Вярвало се е че при отделни движения на мъжете, за които са типични набиванията на цяло ходило, ако се пропука дъска на пода, на младото семейство ще се роди мъжка рожба и оттам названието "мажкото". Особено типични за "Цоне, мило чедо" са движенията на ръцете, които могат и да размахват свободно кърпа. Типична игра "по саме" за мъже, тя започнала да се играе и от жени. През втората половина на XIX век в Кюстендил живели хайдути и много преселници от Пиринския край. Най-известни били Румена войвода и Ильо войвода, които по време на Руско-турската война освобождава Кюстендил. В Кюстендилския край са се играли хайдушки танци – ножични движения, ту спокойно, сякаш отпуснато, ту бързо скачане на коленете и ходене по тях, чевръсто изправяне, дебнене, заслушване в неподвижност, замиране в танца и изведнъж такова развихряне в лудо темпо и динамика, както само българите могат да танцуват.
Хора и танци от Кюстендилско: "Копче", "Кюстендилска ръченица", "Жиленско мъжко", "Мелничка", "Багренска ръченица", "Селското", "Едностранка", "Цоне, мило чедо", "Тройче", "Търчано", "Палатовско", "Касапско" и други.

### Годечки район
Годечкият район обхваща онази част от Средна Западна България, от чиято територия набира водите си р.Нишава в горното си течение. В етнографските си граници той се очертава от следните крайни точки: на изток – с.Губеш, на запад – държавната граница със Сърбия, на север – с.Бърля, и на юг – с.Драготинци. Годечко граничи с Трънско, Граово и Софийско. Тази граница не е рязко очертана. Въпреки това танците и песните на "беланците"(название на местното население от Годечко) се различават от граовските и трънските, докато в обичаите, носиите и в говора различията са по-незначителни. Със Софийско тези разлики са по-ярко изразени. Така например повечето от граовските хора се изпълняват с подчертано "натрисане", докато годечките са плавни и широки. Те са главно "водени", "скъсани", по-рядко "на леса". Танчоводът обикновено води хорото в дъга, охлюв и серпентина. Хората тук са главно смесени, всеки може да се залови до когото пожелае. По рядко има отделни хора – женски или мъжки, като например женското хоро "Въртеж" или "Въртена" в размер 2/4. Хорото се започва от трима мъже – хороводец, опашкар и трети, който се залавя между тях. Между хороводеца и този в средата могат да се заловят само любимите им – собствените им жени или тези, които те са поканили.
В някои хора танцовите движения са плавни, широки и са по-леки – "Три Донке, три по три", "Лила", а в някои други – по-скокливи, по-буйни и сложни – "За пояс", Дилмбано, Дилберо" и "Йова". В Годечко популярните хора в размер 2/4 са "Три Донке, ти по три" – на песен, "За пояс" – на инструментален съпровод, за което е типичен петтактовия строеж на танцовите движения. Играе се с характерното за Шоплука "натрисане". В някои села ги наричат "на два танеца", защото играещите в дясното и лявото крило на хорото в един и същи момент могат да изпълняват различни движения. "Ръченицата" и "Разминушката" се играят най-често на сватби – "по саме" или четири жени в каре в размер 7/16 с трети дълъг дял. Също по сватби, както и по сборове се играела "Лила" в размер 9/16 с четвърти дълъг дял. В размер 8/16 с втори и трети дълъг дял на песента се играе "Дилмано, Дилберо" от жени или смесено. За хорото е типично скокливото придвижване напред, назад и малко вдясно. "Петруниното" се играе в размер 12/16 с първи и пети дълъг дял, като играещите се придвижват в дъга и серпентина. Особено обичано и популярно е хорото "Йова", в размер 7/16 + 11/16 съответно с първи и трети дълъг дял. Играе се на песен, текстът на която се среща в различни варианти. Хорото се вие в кръг и серпентина, след което се заиграва на място с придвижване вдясно и вляво. Както танчоводът, така и опашкарят вземат дейно участие при развиването на хорото.
Хора и танци от Годечко: "За пояс", "Лила", "Йова", "Дилмано, Дилберо", "Цвете мило", "Петрунино", "Разминушка" и други.

### Самоковски район
Самоковският район е разположен в Самоковското поле, в полите на най-красивия дял на Рила – северозападния. Граничи със Софийско, Кюстендилско и Ихтиманско. През Самоковско протичат реките Черни и Бели Искър, около които са разположени села, наричани от местното население "искровете". На северозапад от Самоков, по течението на р.Палакария, са разположени села, известни под общото название "Палакарията". На север от Самоков са "Околите", а на изток него – източната група села. Типични за Самоковско са женските и смесените хора на песен, като всеки се залавял до когото пожелае. На много места мъжете били в началото или в края на хорото, а жените – в средата. При други залавянето е било "шарено", тоест мъж – жена – мъж – жена. Такива са "водените" хора, като някои от тях се играят по-сдържано и кротко, а други – по-буйно. В размер 2/4 може да посочим: "Селското", "За пояс", "На пояс", "Правото", "Ситната", които са варианти на най-популярното и обичано хоро с 10-тактов строеж на танцовата фигура, изпълнявано почти навсякъде в Средна Западна България.
В Самоковско се играят и хора в размер 5/16 с втори дълъг дял, в 7/16 с първи дълъг дял – "Шиткано", което е от рода на "четворните" хора. Тук опашката много майсторски "шитка" левия край на хорото. В размер 7/16 с трети дълъг дял се играе "Крива", а в размер 9/16 с четвърти дълъг дял "Иле, иле". Същото в размер 9/16 с четвърти дълъг дял се играе получилото голяма популярност и разпространение смесено хоро "Купила ми мама шарени чорапи" – на песен и инструментален съпровод. В размер 12/16 с първи и пети дълъг дял на сватби се е играело хорото "Остави", което наподобява "Петруниното" от Софийско. В размер 15/16 с пети дълъг дял се играе "Сечим, сечим, сечинак", най-вече в селата югоизточно от Самоков. Характерно за самоковските хора в размер 11/16 с трети дълъг дял евиенето на хорото, а когато е навито, то се люлее и придвижва, без да се получава накъсване. При такова разиграване хорото се мести по целия мегдан като нещо цяло и компактно. Така навито, цялото хоро може да се върти по посока на часовниковата стрелка или обратно, след което да се развие от "кълчока"(опашката). Неговата игра е особено активна, като "крепи" и уравновесява хорото през цялото време. Най-често тези хора се наричат "Крива", "Кривото" или носят името на песента, на която се играят. Играта на шопите от Самоковско е близка до начина на танцуване на софийските шопи.
Съществува взаимно влияние между самоковските танци и танците на съседните Кюстендилски и Ихтимански район. За това можем да съдим особено от строежа и начина на изпълнение на хората в размер 2/4 (за Кюстендилско) и в размер 11/16 с трети дълъг дял (за Ихтиманско). Хватовете в самоковските хора са главно за пояс и по-рядко за длани със свободно разлюляни и пуснати долу ръце. Разкъсаната форма на танца "по саме" или "по двой" се среща в някои сватбени игри, като например "Заешката" – мъжка игра в размер 2/4, играна след даруването на сватовете; "Пешачката" – женска игра в размер 7/16 с трети дълъг дял; "Плетеница" – в размер 2/4.
Хора и танци от Самоковско: "За пояс", "Шиткано", "Селското", "Криво", "Иле-Иле", "Копаница", "Сечим, сечим, сечинак" и други.

### Ихтимански район
Ихтиманския район, наричан още шопско Средногорие, се включва между Рила и Родопите, до р.Тополица. Този район, както и други на изток от него, се явяват преход между Шоплука и Тракия. В танците тук се чувства влиянието на тези две големи области. На запад Ихтиманско граничи със Софийско и Самоковско, на юг – с Еленджик планина. В Ихтиманско невестите и момите играят леко, без да тресат раменете и предимно на песен. Играят изправени, без приклякания, с леко подскачане и цялостно, леко "подрусване". Мъжете играят "лудо", също без чупене и навеждане на снагата. При изпълнение на някои игри, като "Ситната", те правят "шопско натрисане". При някои мъжки хора с команди местните играчи добре разграничават чуждите, внесени от другаде движения. Тук хората са най-често смесени, но има и женски, и мъжки хора и игри. Началото се нарича "поводня", а краят – "опашка". При редки случаи мъжете се хващат за рамо или за ръце вдигнати горе. В група села на северозапад от Ихтиман са се играли доста бавни, "ходени" хора. Особено при неравноделните метруми, когато са в по-умерено темпо, играта била провлачена, а не отривиста. Наред с тях съществуват скокливи и буйни хора, които обаче не достигат интензивността на шопските. Тук се играе със ситни, близки стъпки, с малко отделяне на краката от земята и често "сгъстяване на хората". "Водените" хора са били повече смесени и са се изпълнявали главно по сватбите и на големите мегдански хора със съпровод на гайди и свирки. Народът ги наричал "мешани", били са и "отворени", "на два края".
Тук се срещат хора в следните размери: 2/4 – "Селското", "Правото", "Шареното", "Водената", "Ситната", които са с един и същи маниер на изпълнение и незабележима разлика в строежа на танцовата фигура. Тук "Шопската" преминава към "приситване". Играят се още "Връщаната" – женско хоро, "Лявата" и "Коконеша – смесени хора, "Заешката" – мъжка сватбена игра, "Плетената" – смесена игра по двойки, "Пешачка" – женска игра. В 5/16 с втори дълъг дял – "Засрещнатата", сватбена игра по двойки, "Пайдушко". В 7/16 с първи дълъг дял – "Пешачка", "Ръченица". В 9/16 с четвърти дълъг дял мъжките хора "Иле-Иле" и "Хайдушкото". Хората в размер 11/16 с трети дълъг дял са особено популярни в Ихтиманско – "Кривата", "Ихтиманска копаница", "Ламба" и много други. Най-често народът ги нарича "криви", "на повръщане" и се играят на песен и инструментален съпровод. Те са главно смесени, като на "поводнята" и "опашката" се събират най-добрите играчи – мъже, които в бързата част на хорото проявяват своето майсторство. Жените се залавят по средата, а когато хорото е само женско, то е особено красиво по начина, по който играещите "водят" и "плетат" хорото. В размер 15/16 с пети дълъг дял се играе "Бучиниш", много често на песен, "на леса" или разкъсано – "по саме" или "по двой". Като хорото се е развивало в две части – бавна и бърза.
Хора и танци от Ихтиманско: "Ламба", "Селското", "Ихтиманско криво хоро", "Ихтиманско", "Пайдушко", "Иле-Иле" и други.

## Стил, форма и характер на родопските народни танци
Родопската област обхваща  планината Родопи, на запад граничи с Пирин, на север с Тракийската област, на юг с Гърция, а на изток с Турция. Родопите преди са приемани като подрегион на Тракийската област. Обособяването им като самостоятелна такава се е наложило от по-съществените различия между двете области, които възникват с напредване на времето. Родопските танци са бавни, умерени с малко разнообразни движения и сравнителна простота. В тях особено силно влияние оказват климатичните условия. Суровият планински климат принуждава местното население да носи повече и по-дебели дрехи. Това се отразява силно върху танците на родопчаните. Те не са толкова разнообразни от към движения, темпо и ритъм, както в танците от другите области. Друг сериозен фактор за местния фолклор е насилственото помохамеданчване. Забранявало се е на българското население, изповядващо исляма, да изпълнява народни танци. Въпреки това местното население е успяло да съхрани българските традиции. В Родопите се играе често хоро на песен, при което мъже или жени пеят песента, а другата група отпява. Преобладават хората на песен в размер 2/4. 
Формата на хората тук се развива в кръг, полукръг и по рядко на охлюв или змейка, като най-често хорото е само мъжко или само женско. Срещат се и разделно-смесени хора, но при тях мъжете и жените не се нареждат един до друг мъж-жена-мъж-жена, а в началото на хорото се залавят само мъжете, като след тях са жените. Хватът на ръцете помежду им не е за длани, а посредством кърпа между мъжката и женската част на хорото. В родопската област се срещат "сключени хора", "водени хора" и по-рядко се срещат хора "на леса".  Тук липсват типичните за съседната Тракийска област пружинирания и всичко е доста по обрано, тежко и спокойно.
Мъжките хора се играят най-често на песен, като характерно е че мъжете също пеят докато танцуват. Играта на мъжете е по-свободна и по-изтъкната. Те си позволяват да се разреждат по-нашироко, да си разперват ръцете и да сменят залавянето, например от ръце за рамена или се хващали за пояс. Първият дори се откъсва за момент и пак се залавя. Стъпките им са широки на цяло ходило, суркания на краката по земята, бавни клякания и тромави коленичения.
Жените се залавят за ръце плътно една до друга като стобор и дори при бързата част на хорото не се разреждат, нито много се оживяват, а само по-бързо се заподрускват.
За разлика от песента, която е така богата и типична за този край, при всички търсения на танци досега не са открити особено интересни и сложни видове хора и танци. Силата на тези танци дотолкова, доколкото са проучени, остава в състоянието на танцуващите и завладяващата меча тромавост в изпълнението.
Хора и танци от Родите: "Доспатско хоро", "Мечата игра", "Айша", "Мехмеде", "Момчиловско хоро", "Чуканото", "Алай Лиджи", "Сворнато хоро", "Минка", "Кършелама", "Зайчата", "Радо мари, Радо, бяла Радо" и други.

## Стил, форма и характер на пиринските народни танци
Сложно е състоянието на танцовия фолклор като цяло в Югозападна България. Сложна е съдбата на този край с големи върхове и спадове на културата, която по специфичен начин се е вплела, втъкала в характеристиката на танца. Какви са историческите предпоставки, причините и условията за оформяне на регионалното своеобразие на музикално-танцовия фолклор в югозападните части на етническото ни землище? На първо място това са многобройните преселвания, извършвани на няколко етапа (главно при поробването, при ислямизацията и при стеснение на границите на България след Берлинския договор), в резултат на които се срещат и кръстосват два основни типа танцова култура: патриархално-селската и възрожденско-градската. Избягалите още при поробването българи по високите планини пренасят по-късно надолу, към полетата и градовете една дълбоко съхранена старинна фолклорна обредност със съответната музикално-танцова дейност. Оттегляйки се обратно от най-южните райони към вътрешността на страната, те донасят нещо от съприкосновението си с една високо развита възрожденско-градска култура от един район с много градове, селища, културни средища.
Докато женската музическа обредност докрай запазва значението си "за плодородие, за здраве", а лазарските обреди – и значението си на предсватбени, годенишки, то мъжката музическа обредност отива по-напред, придобива нова сила и мощ на своеобразно посвещаване в борба с потисника. При мъжете танцът разчупва рамките на обредността и става основа за формирането на различни мъжки хора, които често пъти чрез името си – старски, чорбаджийски, тежки, комитски, харамийски и други показват връзката с новите идеи за самоутвърждаване, за собствено достойнство, за борба. През цялото историческо развитие на Пиринския край музикално-танцовия фолклор винаги е заемал важно място в живота на местното население. И днес, в нашето съвремие, когато настъпват коренни обществени промени танцът не е загубил своята естетическа и развлекателна функция. Движенията в пиринските танци, както и в танците от другите фолклорни области на България са съсредоточени главно в краката, като в никой случай не подценяваме движенията на ръцете и цялото тяло.
Пиринецът танцува леко приклекнал, като непрекъснато пружинира. Играта му е изключително лека, подвижна, наситена с много акценти, които в много случаи са насочени надолу, към земята, но и в не малко моменти те са насочени нагоре. Пружинирането, което е стилен белег за българските танци е много ярко изразено в пиринските танци. То се получава от стъпването от пръсти към цяло ходило. Пружинката в пиринските танци се изпълнява главно, с мекота, както при мъжете, така и при жените. По-дълбока е пружинката в бавните и сдържани мъжки долнострумски комитски танци, при които виждаме как при всяка стъпка на място, напред, назад, с кръстосване вдясно или вляво танцуващият всякаш "потъва" надолу и след това се изправя до приклекнало положение. Движенията в пиринските танци са наситени с дълбока вътрешна динамика. Пиринецът и пиринката играят вглъбено, с подчертано чувство за достойнство и пълно отдаване в танца. Всяко движение – от най-простото, до най-сложното се изпълнява с голямо майсторство и умение.
При анализиране строежа на движенията в пиринските танци ще видим, че някои положения на краката, танцови елементи и движения се явяват съставна част на други, по-сложни, и се изпълняват в различни комбинации и музикални размери. Такива са "лостове", "свивки", и "спусък" в различни посоки, като се комбинират много често с ходове, полуприбежки и прибежки. "Ходовете" и "кръстосаните ходове" се срещат във всичките варианти - на място, или с придвижване в различни посоки напред, назад, вдясно и вляво. Особено място в пиринския танц заемат дъгите и кръговте, като се срещат много повече в мъжкия танц. Те са вертикални и по-често хоризонтални и се изпълняват с ходилата и колената на десния и левия крак в танци в различни музикални размери. Вариантите при тяхното изпълнение са многообразни – от една страна те могат да се изпълняват по земя, или във въздуха, а в не малко случаи са комбинирани в различна последователност – дъгата или кръгът да започне по земя и да продължи във въздуха, като може отново да завърши на земята.
Посоката на придвижване на крака при изпълнение на дъгите и кръговете също се среща в много варианти. Например десният крак се придвижва напред – вдясно, след това напред и може да завърши кръговото движение в различни положения – лост или свивка, пред левия крак със завъртяно бедро навън или навътре. По същият начин завършва и кръговото движение с левия крак пред десния. Много често кръговете по земя, и особено тези във въздуха се явяват завършек на дадена по-малка, или по-голяма танцова фигура. Те завършват на съответно тактово време, но понякога след кръга следва пауза, която може да продължи едно или повече тактови времена. Това е много типично движение за мъжете, което подсилва мъжественото им присъствие в танца. Кляканията, изпълнявани от мъже се срещат в най-различни танци и размери. Обикновено се кляка с прибрани или леко разтворени колена, като това често се комбинира с коленичене на дясно,ляво, или дори двете колена. "Приситването" в размер 2/4 се изпълнява от жени и мъже, като се различава от начина, по който се играе в другите фолклорни области. "Ръченичната" в пиринските танци се изпълнява меко и много често с притичващи и пружиниращи стъпки с придвижване във всички възможни посоки и на място.
Ръцете вземат голямо участие в танца на пиринци. При пиринката те са нежни, плавни, и меко се придвижват в различни посоки, като много често в дясната или лявата ръка въртят кърпа. Понякога тя игра с кърпи в двете си ръце, както при лазаруването, така и много други танци в целият Пирински край. Мъжките ръце са силни, отривисти, в тях има много широта. И при тях много често в дясната или лявата ръка има кърпа, която въртят, а в русалийските игри в дясната ръка се държи сабя(калъчка) или брадвичка (балтия, балтак). В танца на пиринци движенията на краката, ръцете и цялото тяло синхронизират така, че се получават изключително красиви и оригинални координации между тях. 
Външната форма на хората до близкото минало и понастоящем, на съборите на народното творчество пиринци играят "сключени", "водени" и хора "на леса". Среща се и разкъсаната форма на танца – "по саме" и "по двой". "Сключените" хора се изпълняват най-вече от жени и девойки, като се срещат в някои моменти на лазаруването, и по-рядко смесено. "Водените" хора се играят от жени, мъже или смесено. Обикновено те се развиват в полукръг, дъга, охлюв, като се придвижват в повечето случаи вдясно. Такива хора в размер 2/4 са: "Арап", "Четворно хоро", "Великденско хоро", "Шекер бего", "Малешевско", "Огражденско", "Кулско", "Алекса" и други, в размер 5/8 с втори дълъг дял се играят "Калайджийско", "Севделино", в размер 3/8 – "Йой ле сино", "Залюбил Петко", "Тройче", "Калайджийско", "Баничанско хоро", "Терзиче", в размер 7/16 с първи дълъг дял – "Бяла Бояна", "Ширто", "Бавно хоро", "Гинка", "Ваклай, ваклай", в размер 7/16 с трети дълъг дял – "Айдарово", "Айдар", "Джангурица", в размер 11/16 с пети дълъг дял – "Неда вода налива" и в размер 11/16 с първи дълъг дял – "Испайче".
Типични за пиринските танци са комбинираните размери, като това явление се среща по-рядко в другите фолклорни области. Такива са "водените" хора "Бичак" в размер 8/8 с първи и трети дълъг дял + 5/8 с втори дълъг дял, "Испайче" в размер 9/16 с четвърти дълъг дял + 5/16 с втори дълъг дял. Само Пиринския край има хора, които се играят в един размер в бавната, и в друг – в бързата част. Такива примери са "Ески" – 5/8 с втори дълъг дял в бавната част и 2/4 в бързата, "Драма" – 4/4 в бавната и 2/4 в бързата част, "Бойна" – 5/8 с втори дълъг дял + 8/8 с първи и трети дълъг дял в бавната част и 5/8 + 7/8 с първи дълъг дял в бързата част. Тук, в Пирин се срещат хора, които с еднакъв строеж на танцовата фигура се изпълняват в два различни размера. Пример за това е популярното в цяла област "Малешевско хоро" което се играе както в размер 2/4, така и в размер 7/16 с трети дълъг дял.
Всичко това говори за изключителна танцова надареност на пиринци и на чувството им за импровизация. Хората "на леса" се срещат по-рядко в пиринските танци, и то главно в танцовата изява на мъжете. Такива са "Моралийското"("Тежкото") в размер 8/8 с първи и трети дълъг дял, "Драма" в размер 9/8 с четвърти дълъг дял. Разкъсаната форма на танца се среща в смесената "Игра на двамина" в размер 3/8, мъжките "Кьор Али" в размер 5/8 с втори дълъг дял, "Елбасан", в комбинирания размер 8/8 + 5/8 в бавната, и 7/8 + 5/8 в бързата част, и женското "Терзиче" в размер 3/8. Популярната в цялата страна сватбена игра "Чер пипер" се играе в Банско, като се нарича "Црън пипер". Участниците застават в кръг, като или се залавят за кратко в хват за рамо, или играят "по саме" и показват "как се сади пипера". За разлика от други области на страната те не ползват реквизит – колан(каиш), лук, маша(дилаф) или нещо друго.
Женските танци се изпълняват  повече на песен, от което не са могли да се развият в по-бързо темпо, а се изпълняват в умерено, дори бавно темпо. Като отражение на дългия и претрупан женски костюм движенията се изпълняват с ниски влачещи, притичващи и пружиниращи стъпки с изправено тяло. Хватовете са главно за длани със свити в лактите ръце, или спуснати долу, и по-рядко за пояс. Женските танци се играят в различни размери и темпо, което варира от бавно, до умерено и много рядко до живо. Такива в размер 2/4 са "Четворно хоро", "Великденско хоро", "Шекер бего", "Малешевско", "Фатме, мори", "Минке, Минке", "Хоро на две страни", "Мари Ружо", "Тодоро, ай Тодоро", "Леле Маро"; лиричните и изпълнени с много нежност "Бела Бояна", "Ширто" и "Овчар свири" в размер 7/8 с първи дълъг дял; "Денинка" и "Тройно хоро" в размер 7/16 с трети дълъг дял; "Залюбил Петко" и "Баничанско хоро" в размер 3/8, "Севделино"  – размер 5/16 с втори дълъг дял, "Ляски" в размер 8/8 с втори и трети дълъг дял, лазарската "Стой Юване" в размер 9/8 с втори дълъг дял, при която равностойно участие при воденото на хорото имат "водачката" и "опашкарката". Хорото "Терзиче" в размер 3/8 е неизменна част от лазарския обичай. В обичая е съсредоточена основната старинна женска фолклорна обредност.
В Югозападна България близък вариант на поединична, но групова лазарска игра се е играела в селата Пирин и Долен, Гоцеделчевско. Тяхната игра е малко тежка, набита, с редуване на стъпка  – подскок, на "приситване" и "скачане", като отвреме навреме се завъртат около себе си. Играят поединично, но в кръг, една зад друга. Изправената им внушителна стойка, крепенето на кърпи около кръста, накитите, които тежко дрънкат при подскоците допълват атмосферата на строга обредност, характерна за западнобългарския тип лазаруване. В Санданско бавното "сключеното" хоро на песен е втори основен обреден тип на лазаруването, както и "опяването" и "осветяването" на хлябовете на Тодоровден. Популярният в Югозападна България танц "Хаджи Дамбо кула гради" освен главно от мъже се е играел и от девойки(омъжените жени не са вземали участие). В с.Корница, Гоцеделчевско девойки и момичета играят играта, която тук се наричала "Хамбаря" под някое дърво, или направо около дънера на дървото, за да се крепят за клоните му. Долният кръг девойки се държат здраво за ръце, спуснати долу, а не за рамо както мъжете, и пристъпват бавно вдясно, по стъпка за такт, с изправено тяло в размер 2/4, а когато го играят в размер 8/16 с първи и трети дълъг дял те пеят. В с.Баня, Разложко го играели на третия ден на Великден, като го наричали още "Здравче, венче", на името на песента, на която се е играело.
Мъжки хора и игри – Характерно за мъжките танци е това, че те се изпълняват на съпровод на зурни и тъпан, гайда, а по-рядко на песен. Това е дало възможност мъжките танци да бъдат и по-бързи. Лекият и прилепнал костюм е позволил движенията в мъжките танци да бъдат високи, подскочни, притичващи, пружиниращи. Отражението на дългогодишното робство се забелязва в бавните танци, характерни за които са лекото стъпване, острите сечения, придружени с паузи, които траят по няколко такта, въртенията, при които тялото се навежда, коленичения и други. Най-често срещаните хватове в мъжките танци са за длани със свити в лактите ръце, или спуснати долу, за рамо и за пояс. Мъжките танци в Пирин много често се изпълняват в две части – бавна и бърза, при които музикалният размер най-често е различен. Това е специфичен белег за народната танцова практика в Пиринския край, който не се среща в другите области на България. Акцентите, които украсяват движенията в мъжките танци са насочени много често надолу, към земята. Това личи особено при големите стъпки и прескоци. Със стъпването на земята кракът, който поема тежестта на тялото прикляка, сякаш тялото "потъва" надолу. Изправянето до приклекнало положение се осъществява по различен начин. То може да започне веднага, или да следва малко задържане в приклекнало положение, и чак тогава тялото да се изправи на опорния крак, но пак до приклекнало положение. Приклякането и изправянето при пружинката са или равностойни по бързина на изпълнение, или изправянето е по-бавно, когато то се осъществява на дългото време. Има мъжки хора, при които се изпълняват няколко пружинки на опорния крак, а другият заема положение на лост, или свивка. Положението на тялото на танцуващия пиринец е в зависимост от изпълняваните танцови елементи и движения, посоката на придвижване и хвата. То може да бъде изправено, или обърнато напред – вдясно, или напред – вляво, а много често тялото се навежда малко напред, а след това се изправя, като свободният от тежестта на тялото крак заема определено положение. Тогава обикновено има завършек на танцовата мисъл, сякаш пиринецът слага точка, край на едно движение и дълбоко вътрешно изживяване, за да започне нова поредица от танцови елементи и движения.
Голямо е разнообразието в мъжките танци по отношение темпото на изпълнение. Към бавните се причисляват така наречените "тежки" хора, които се играят в хват за ръка, а към бързите – хората в хват за пояс от групата на "четворните". Към умерените отнасяме хората с хват за рамо – "старски хора". "Старско" хоро като етимология има двоен смисъл. В първия случай има значение, че хорото се играе от възрастни играчи, а във втория – че се играе от "старци" – маскирани персонажи. В Югозападна България понятието "кукери" не е познато, а се използват названията – старци, бабугери, сурвакари. Сродни на мелодията на старските хора са тези на чорбаджийски, комитски и някои други хора. Мъжките русалийски игри са типичен представител на пиринския  музикален и танцов фолклор. Те са остатъци от древно римските "Розалии" – тържества с които се чествало идването на пролетта, ознаменувано с разпукването на розите. Русалийството не е повсеместно явление в Пиринския край. В началото на ХХ век то се среща главно в района на Петрич чрез преселници от Кукушко, Дойранско и Гевгелийско. Музикалният съпровод на играта на русалийските дружини се осъществява от зурни и тъпани, които съпровождат отделните моменти при сбора, и прегледа на дружината. Играта обикновено започва с ходене, наричано "Ход аваси". Той завършва когато "балтаджията" – водача на дружината извършва обредния преглед на русалиите, като движи брадвата си пред краката им. Непосредствено след това започва първия същински русалийски танц, като играещите се придвижват тържествено напред и се въртят вляво и вдясно. Ръцете им са изнесени свити в лактите, като в дясната ръка държат сабя. Мелодията на втория русалийски танц по характер контрастира ярко на първата. Тя буди тревожно съсредоточаване, като изисква вътрешно мобилизиране, водещо до обреден екстаз. Русалиите играят с увеличаваща се бързина, която достига изключително за човешките възможности напрежение, а възбудата преминава в истински игрален делириум. Първият и вторият русалийски танц са в размер 2/4. В танца на русалиите има и трета мелодия – "Патруно моме, Патруно" – размер 8/16 с първи и трети дълъг дял. Четвъртата мелодия се нарича "Бойна". Тя се среща и като съпровод на едно от тежките хора, наречено също "Бойна". Като русалийска се играе със саби, а като отделен танц – в хват за длани. Танците на русалиите не са бойни, а са обредни и сабите им служат за прогонване на зли духове. Русалиите са групират по двойки по време на игра също за да се пазят от зли духове. На русалиите се приписват и способности да лекуват. Здраве и плодородие – това е основната идея, на която са подчинени и танцът и музиката, неотразимо въздействащи със своите необичайни мелодични, метроритмични и структурни особености. Русалиите се наричат още "франгалии" заради франгите(фустанелите), които обличат над белите гащи. Те ефектно се разперват при въртенето на танцуващите.
Популярният пирински танц "Хаджи Дамбо кула гради" се играе главно от мъже. Причисляваме го към бавните български игри и се среща и с други две наименования – "Хамбар" и "Комин". В някои българомохамедански села се играело по време на Байрама и Гергьовден, както и в с.Баня, Разложко от българи християни на три ката. В с.Осеново, Разложко хореографската основа е обикновено тежко тритактово хоро, изпълнявано тържествено в бавно темпо. В с.Корница, Гоцеделчевско пристъпвали бавно вдясно, с изправено тяло в размер 8/16 или 2/4. Кулата "градели" на два ката, а големите майстори дори на три. Тази игра спада към пролетния цикъл забавни игри, които в Разложко, Гоцеделчевско и Благоевградско е бил явно богат. Това явление е изолирано за българската народна хореография. Налага се изводът, че "Хаджи Дамбо кула гради" се е играла за здраве, като няма данни дали е възникнала едновременно при мъжете и жените.
Мъжките пирински танци са много богати на движения и ритми, като се изпълняват от бавно, до живо, дори бързо темпо. Типични за Разложко са "Тежкото" в размер 8/8 с първи и трети дълъг дял и "Йой ле сино" размер 3/8, за Гоцеделчевско – "Драма" в размер 4/4 в бавната и 2/4 в бързата част, "Трите стъпки" в размер 4/4 в бавната и бързата част, "Кошак" в размер 5/8 в бавната и 2/4 в бързата част, "Рибанско хоро" в размер 7/8 с първи дълъг дял, "Аговско хоро" в размер 7/8 с трети дълъг дял, "Айдар" и "Айдарово" в размер 9/8 с четвърти дълъг дял и "Чорбаджийско хоро" в размер 11/8 с пети дълъг дял. Типични за Петричко са групата бавни, или както ги нарича народа "тежки танци". Те са характерни както за областта на Долна Струма, така и за Кукушко, а по-късно се разпространяват в Петричко и частично в Гоцеделчесвско. Такива са "Бойна" в размер 5/8 + 8/8 в бавната и 5/8 + 7/8 в бързата част, "Елбасан" – комитски танц в размер 8/8 + 5/8 в бавната и 7/8 + 5/8 в бързата част, "Ески" в размер 5/8 в бавната и 2/4 в бързата част, "Испайче", което се среща в размер 9/8 + 5/8, или в размер 11/8 в бавната част, "Алекса" в размер 4/4 в бавната и бърза част, "Кьор Али" в размер 5/8 с втори дълъг дял, "Ямушак" – 5/8 в бавната и 2/4 в бързата част, "Данке" в размер 11/8, "Честото" – 5/8 в бавната и 2/4 в бързата част, "Кулско" 2/4 в двете части и други.
Смесените хора и игри се играят навсякъде в Пиринския край. Най-често те са "водени", като се придвижват постепенно вдясно, или равностойно вдясно и вляво. Най-често участниците се подреждат в полукръг, елипса или права редица, като обикновено мъжете са в началото на хорото, а жените се залавят до тях. Това не изключва и подреждане в кръг при разкъсаната форма на танца. Едно от най-популярните смесени хора в Югозападна България е "Малешевското", наричано още "Огражденско". То се изпълнява в размер 2/4, но се играе и в размер 7/8 с трети дълъг дял. Среща се в различни варианти, но най-често танцовата фигура се състои от 5 + 5 такта, като много си прилича по строеж със шопското "За пояс". Тази прилика не е случайна и тя се дължи на това, че двете области граничат една с друга и се чувства влиянието на шопската област. Други хора от Разложко са "Калайджийското", което се играе в размер 5/8 с втори дълъг дял, но се среща и в размер 3/8, и "Неда вода налива"("Неда") в размер 11/8 с пети дълъг дял, като то се среща и в Гоцеделчевско, от Благоевградско са "Петре войвода" – размер 5/8 с втори дълъг дял, "Дойди вечер" – размер 2/4 и "Васе мори" – размер 5/16 с втори дълъг дял, от Санданско – "Игра на двамина" в размер 3/8, "Ширто" – размер 2/4, от Петричко – "Тройче" в размер 3/8, "Гинка" в размер 7/8 с първи дълъг дял и "Арап" в бавната и бърза част в размер 2/4 или 4/4. В Гоцеделчевско се играла "Небета"("Небет") в размер 7/8 с трети дълъг дял. Играела се много плавно, с леки подскоци, в умерена бързина, в стая и на чардак по сватби и домашни празници – смесено. Играела се много рядко на мегдана, четирима или осем играчи по кадрилен начин("по двой"). Всеки участник държал кърпа за двата противоположни края. Ръцете са плавно раздвижени – протегнати напред, полуспуснати надолу или високо вдигнати. От време на време двойките се хващат за рамо – дясно рамо с дясна ръка. Така единия изпълнител играел с лице напред, а другия с гръб назад.
Характерът на пиринските народни танци представлява съвкупността от вътрешните проявления и белези – от всички чувства, мисли и настроения, които вълнуват танцуващите пиринци. Емоционалното състояние има дълбока психологическа основа и е тясно свързано със стила на танца. То може да подтикне танцуващите към импровизиране и усложняване на хореографския строеж на изпълнявания танц, като всеки участник е воден от своя личен темперамент и майсторство в играта. Емоционалното състояние в танца може да бъде лирично, комично, закачливо, хумористично, войствено. То е пряко свързано с идеята вложена в него от народа, от функцията и мястото на танца в народната календарно-празнична система, от мястото му в даден обред и други. Един е характерът и неговата изява в хорото на мегдана, а друг – на домашно тържество, когато се играе в стая или на чардак. Характерът се изявява по един начин в еднородните танци – женски или мъжки, а по съвсем друг – в смесените, особено където участват моми и ергени и младостта търси и намира специфичен израз за изява в танца както за тези, които се обичат и това се е знаело от цялото село, така и за тези, които тепърва се харесват на хорото. С нежно, лирично състояние се определят много женски танци, като може да посочим хора и игри от всички райони на Пиринския край. Има мъжки танци изпълнени с комично настроение, но голяма част от тях излъчват мъжественост, сила, вглъбяване в себе си  и готовност за борба, които дори се доказват и с боравенето при игра с ножове в ръце. С радостно, жизнеутвърждаващо настроение и състояние се отличават всички женски, мъжки и смесени танци с развлекателна функция, както и някои с обичайна функция. Възрастта на участниците в танца също е фактор за изявата на характера му. По различен начин изразяват емоционалното си състояние децата, младите, по-възрастните и старците – всеки с умението си и възможностите на възрастта си. При изпълнение на даден танц участниците в него натрупват настроение, което не могат да сдържат повече в себе си и тогава те търсят начин да го изразят и намерят подходящ отдушник за това. Както и в танците от другите фолклорни области на България и тук, в пиринските това са провикванията. Провикванията са естествен израз на емоционалното състояние на танцуващите и са пряко свързани с изпълнявания танц. Обикновено пиринецът се провиква тогава когато започва нова мелодия на инструменталния съпровод, или започва ново движение, или танцова фигура, или в момент когато той се изявява като майстор в танца. Често това провикване съвпада с края на движението и тогава ще чуем "хо!", "опа!", или нещо друго, строго индивидуално. Продължителността на провикването задължително зависи от движението и неговата амплитуда. При хората "на леса", когато участниците са по-малко и са събрани близо един до друг зрителния контакт и близкия хват между тях им дава възможност да се провикнат в даден момент от танца едновременно. Нежната, лирична и сдържана в танца пиринка се провиква по-рядко. Тя носи танца дълбоко в себе си и го изживява сякаш без външен изказ. Разбираемо е различието в провикванията в мъжките и женски танци, породено преди всичко от женската и мъжка природа. Те подчертават от една страна сдържаността на пиринката, а от друга – силата и мъжествеността на пиринеца. Провикванията в пиринските танци са закономерно явление и са резултат не на случайно хрумване, а на определено душевно състояние на танцуващите, тясно свързано с изпълнявания танц. Закономерна и постоянна е връзката и единството на системата от вътрешни и външни проявления и белези на танца – характерът на танца е тясно свързан с неговите стилни белези.
Като цяло танците в Пиринския край притежават общи стилни белези, по които ги отличаваме от танците на другите области. Същевременно, по между си, в рамките на областта те имат и ясни различия. Според тях и на основата на проучвания и изследвания от наши фолклористи и хореографи ние ги разделяме на пет района - Разложки, Гоцеделчевски, Благоевградски, Петрички и Сандански. Различията от една страна са свързани с влиянието на танците на съседните области – Шоплука, Родопите и Тракия, а от друга с пъстротата на танците, донесени от бежанците от другите краища на Македония. Като едно от различията между танците на отделните райони можем да посочим и темпото на изпълнение. В Гоцеделчевско и Разложко темпата са по-забавени, а в Петрички, Сандански и Благоевградски са по-бързи. Най-бързи са темпата в Благоевградско, тъй като тук се чувства най-осезателно влиянието на танцовата традиция на Средна Западна България.

### Разложки район
Разложкият район е разположен в долината на горното течение на р.Места, между мощните и величествени вериги на Пирин планина и Родопите, а от север – Рила планина. Разложкият район граничи на запад с Благоевградския район и на юг с Гоцеделчевския. Тук се среща голямо разнообразие от танци, и трудно човек би определил кое е шопско, кое тракийско, кое родопско и кое македонско. Това придава своеобразие и специфика на танците от района, и същевременно доказва още веднъж че няма резки граници между съседните фолклорни области и райони. В разложко се играят женски, мъжки и смесени хора. Както и в другите райони на Пиринския край девойките и жените играят своите хора предимно на песен, която те пеят на отпяване. Такива са "Прошетах се" в размер 4/4, и "По друм мома" в размер 7/16 с първи дълъг дял от Якоруда и околните села, "Севделино" в размер 5/16 с втори дълъг дял от Белица и други. Като външна форма женските хора са "скъсани" и се развиват "водено" най-често вдясно в кръг или полукръг, в посока обратна на часовниковата стрелка. В Разлог, Банско и някои околни селища се оформя един от центровете на специфичната българска възрожденско-градска култура, непосредствено върху фолклорната, селската основа подобно на Копривщица, Котел и други балкански възрожденски градове. Банскалии разказват, че като било турско, по празниците българите не излизали много навън и все по чардаците играели. "Га скъсат чорапето, тогаз се пущат от орото", "Много се играеше тогава". Това обуславя, от една страна по-затвореното в стая или на чардак развитие на хорото. Така тук се изработва тихата с леко стъпване, близка, с хват за рамо, по мъжки приобщаваща игра, съдържаща импулсите на съзаклятието. Такова мъжко хоро е "Моралийското" причислено към "комитските" хора, изпълнено с широки и плавни елементи и движения, клякания и обръщания, наситени с много сила, дебнене и ослушване, то хорото "Йой ле сино" (наричано от българомохамеданите и "Меемеде сино") от Белица се изпълнява плавно, с много лекота в размер 3/8. И двете хора се играят "на леса" с малки придвижвания вдясно, вляво, напред и назад. "На леса" е и "Шам, шам, бела Недо" от Банско, изпълнявана също от мъже в размер 2/4. Мъжката игра от Банско "Црън пипер" в размер 5/16 с втори дълъг дял е вариант на известната и популярна в цялата страна игра "Чер пипер". Изпълнява се под съпровод на песен, която самите участници пеят. Текста на песента и танцовите движения, с които мъжете показват как се "сади", "бучка" и "къца" пипера са изпълнени със здраво чувство за хумор и художествена мярка. Смесени са хората "Калайджийско" и "Калайджийската" в размер 5/16 с втори дълъг дял, които имат близки движения, които отразяват труда на занаятчиите – раздухването на огъня с мех, почистването и изковаването на съдовете, както и самото калайдисване, (играе се и в размер 3/8), "Яне, Яне мори" в размер 7/4 с първи дълъг дял, "Овчар свири" в размер 11/16 с трети дълъг дял от Якоруда и околните села. "Неда вода налива" е в рядко срещания размер 11/16 с пети дълъг дял и се играе в целия район. Смесените хора най-често са "водени", с водач и опашкар. Тук се играли и "Четворно" – с шопски елементи, като се среща и под други наименования, "Великденско" – с тракийски елементи, и "Петруно пиле" – с македонски елементи. Типично за стила на разложките хора е това, че се изпълняват с подскочни, притичващи и пружиниращи движения.
Хора и танци от Разложко: "Прошетах се", "По друм мома", "Севделино", "Моралийско"("Тежкото"), "Йой ле сино", "Калайджийско", "Яне, Яне, мори", "Калайджийската", "Овчар свири", "Неда вода налива" и други.

### Гоцеделчевски район
Гоцеделчевският район е разположен по долното течение на р.Места, в която се вливат няколко по-малки реки – Канина, Брезнишка и Бистришка. На север в непосредствена близост до него е Разложкия район, на изток – Родопите, на запад – Пирин планина, а на юг – държавната граница с Гърция. За разлика от Разложко, в Гоцеделчевско танците са с чисто македонски характер. Въпреки че тук се намират цели села с българомохамедани, танците и при тях са запазени от чуждо влияние. Голямо е разнообразието от женски, мъжки и смесени танци в района. Моминските и женските хора са сдържани, играят се с много лекота и грациозност. Пружинирането в тях е ясно изразено, като се получава при стъпването от пръсти на цяло ходило. Хватовете са главно за длани със свити в лактите ръце, или спуснати долу до тялото. В не малко хора ръцете ритмично се полюляват в лост напред-долу и лост назад-долу. При хвата за длани със свити в лактите ръце те почти винаги пружинират в синхрон с танцовите движения на краката. Хората се развиват най-често "водено", с "водачка" и "опашкарка". Такива са "Мари Ружо" и "Минке, Минке" в размер 2/4, "Баничанско хоро" и "Пайдушко" в размер 5/8 с втори дълъг дял, "Ваклай, ваклай", "Бяла Бояна" и "Фатме, мори" в размер 7/8 с първи дълъг дял, и "Ляски" в размер 8/8 с втори и трети дълъг дял. Типични за характера на изпълнение на гоцеделчевските момински и женски хора са свенливост, сдържаност и чистота. Мъжките хора в Гоцеделчевско са главно "водени", при които "хороводецът" ("главата") майсторски води останалите мъже, като почти винаги върти кърпа в дясната си ръка. Опашкарката "държи" хорото и много често с лявата ръка също върти кърпа. Такива хора в размер 2/4 са: "Старо рибанско хоро", в размер 4/4 – "Трите стъпки" и "Драма", в размер 7/8 с трети дълъг дял – "Аговско хоро", в размер 9/8 с четвърти дълъг дял – "Айдарово хоро" и "Айдар" и в размер 11/8 с пети дълъг дял – "Чорбаджийско хоро". Както и в другите райони на Пиринския край и тук има мъжки хора, които се изпълняват в две части – бавна и бърза, в различни музикални размер. Такива са "Драма" – с бавна част в размер 4/4 и бърза част в размер 2/4, "Кошак" – с бавна част в размер 5/8 с втори дълъг дял и бърза – в размер 2/4. Хватовете в мъжките танци са главно за длани със свити в лактите ръце, като много често те се спускат долу до тялото и ритмично се полюляват напред-долу и назад-долу. Така съчетанието от движенията на краката и ръцете допринасят за леката, пластична и същевременно подчертана силна и мъжествена игра. В някои хора мъжете се пускат от хвана и изпълняват определени танцови движения, съчетани с движения на ръцете, като например в "Айдар" от с.Дъбница, след което отново се залавят и продължават да играят хорото "водено". В района се играят и хора "на леса". Типичен пример в това отношение е "Кошак" от с.Дъбница. Мъжете с голямо майсторство преминават от размер 5/8 в бавната част, към бързата в размер 2/4. Хорото пулсира в посока напред и назад, с пружиниращи движения, високи свивки и стъпване от пръсти към цяло ходило. "Заешката" от с.Корница и с.Дъбница е вариант на известната в страната мъжка сватбарска игра. В Гоцеделчевско се играят и смесени хора и игри. Такива тук са "Небета" в размер 7/16 с трети дълъг дял, "Патруно" – размер 8/8 с втори и трети дълъг дял, и "Неда" в размер 11/16 с пети дълъг дял.
Хора и танци от Гоцеделчевско: "Мари Ружо", "Ваклай, ваклай", "Баничанско хоро", "Ляски", "Бяла Бояна", "Пайдушко", "Минке, Минке", "Фатме, мори", "Старо рибанско хоро", "Рибанско мъжко хоро", "Аговско хоро", "Чорбаджийско хоро", "Драма", "Трите стъпки", "Айдарово", "Айдар", "Кошак", "Леле Недо", "Небета" и други.

### Благоевградски район
Благоевградският район е разположен по горното течение на р.Струма, в която се вливат по-малки реки като Сушичка, Стара река, Градевска река, и други. На запад е границата с Република Северна Македония, на юг – Санданския район, на изток – Рила и Пирин планина, а на север – Дупнишко и Кюстендилско. В Благоевградския район хората са същите като тези в Кюстендилско и Дупнишко – с преобладаващ шопски елемент, с изключение на тези, пренесени от другите краища на Македония, които нямат масов характер, а се изпълняват само от преселниците македонци. Пренесени от преселници от Кукушко и Ениджевардарско са хората "Тодорке ле, либе", мъжкото "Кара-Юсуф", което се играе в размер 5/8 + 8/8 в бавната част и 11/8 в бързата. Хватът е за длани, със свити в лактите ръце, като движенията в бавната част са пластични, пружиниращи, наситени с паузи. Бързата част е хват за длани, ръцете спуснати долу. Съпроводът е на зурна и тъпан, а в бавната може и да е на песен. Друго преселнишко хоро е "Залюбил Петко" в размер 3/8, на песен в две части – бавна и бърза. Женските хора на местното население много често се играят на песен. По своя строеж и стил на изпълнение те са с шопски елементи – такива в размер 2/4 са "Тодоро, ай Тодоро" от Симитли, "Заспал юнак" от с.Полето, "Леле Маро" от с.Черниче, "Пайдушко" в размер 5/8 и други. Те са "водени", като "водачката" води жените вдясно по кръга. Хорото се придвижва пет такта вдясно и за следващите пет такта се връща малко вляво, като по същия начин се развиват много хора "За пояс" от Средна Западна България. На инструментален съпровод е "Четворното" в размер 7/16 с първи дълъг дял от с.Крупник. В селата Логодаш,Падеш, Лешко и други се играят характерните за кюстендилските села хора "Тройче", "Осморка", "Копче" и други само че с други наименования. Това доказва влиянието на шопската фолклорна област върху танците на местното население в района. В благоевградско има смесени "водени" хора и хора "на леса", като се играят на песен. Такива са "Дойди вечер" в размер 2/4 от с.Железница, "Петре войвода" в размер 5/8 с втори дълъг дял от с.Марулево, "Васе, мори" в размер 5/16 с втори дълъг дял от с.Градево. За разлика от посочените по-горе примери, в тях не се забелязва влияние от Шоплука.
Хора и танци от Благоевградско: "Леле Маро", "Тодоро, ай Тодоро", "Заспал юнак", "Пайдушко", "Залюбил Петко", "Четворно", "Дойди вечер", "Петре войвода", "Васе, мори" и други.

### Петрички район
Петричкият район е разположен в най-южната част на Югозападна България, по долното течение на р.Струма, в която се вливат реките Мелнишка, Струмешница и други. На запад е Огражден планина и границата с Република Северна Македония, а на юг – границата със Гърция. На север и на изток, в непосредствена близост е Санданския район. Поради близостта на двата района някои изследователи на пиринския музикален и танцов фолклор ги възприемат като един общ регион. Сложната и специфична историческа съдба на този край – робството, хайдушкото движение, националноосвободителните войни, борби за духовна независимост и особено многобройните преселения, е дала отражение върху цялостната култура на Петрич. Тя по особен начин се е втъкала и в неговите танци – в тяхното многообразие, в специфичния начин на стъпване, в маниера на танцуване. Фактически след преселванията от Беломорието в началото на миналия век Петрич става един вид център на русалийските и долноструменските мъжки хора, възможни за изпълнение само под съпровода на специфичните сложни зурнаджийски свирни. Оттам започва ново разпръсване на този стил по селищата на Благоевградския край, главно в Петричко и отчасти в Гоцеделчевско и Санданско. Докато това са основните посоки на развитие и формообразуване на мъжкия пирински танц може да се обобщи, че женският стил в Югозападна България, в това число и Петричко определено съчетава обредната строгост на западнобългарския архаичен стил с достолепната осанка на възрожденската българка. Тази осанка личи в женските "водени" хора, изпълнявани главно на песен, или на инструментален съпровод. Такива са закачливото, изпълнено с хумор "хоро на две страни" от с.Гега в размер 2/4, с красиво водене от страна на "главата" и "опашката" на хорото, умело съчетано с текста на песента – "оро на десно" и "оро на лево". В размер 7/8 с първи дълъг дял са "водените" – "Овчар свири" от с.Ключ и "Хоро на китене на фируглицата" от с.Долна Рибница. Особено внушителни и въздействащи са "тежките" мъжки танци от района, изпълнявани в различни музикални размери и хватове. Като правило те, с малки изключения се играят в две части – бавна и бърза. В някои случаи размера в двете части се запазва един и същ, но в повечето случаи бързата част се играе в друг размер. Тази танцова практика се е наложила в целия район, дори в някои съседни като Гоцеделчевския. Представителни и подчертаващи пиринския изпълнителски стил са "Първо русалийско" и "Второ русалийско" в размер 2/4, "Алекса" в размер 4/4, "Кьор Али" в размер 5/8, който се е играл с ножове в ръце, "Драма", която е особено популярна в района се играе в размер 9/8 с четвърти дълъг дял, "Испайче" в размер 11/8 с първи дълъг дял, "Ески" – изпълняван подчертано мъжествено в бавна част в размер 5/8 с втори дълъг дял и бърза в размер 2/4, сложните и изразителни "леси" – "Кафедарче"("Кавадар") и "Меткалище" в размер 7/8 с първи дълъг дял, както и "Касап" в размер 2/4. Типични за петричкия изпълнителски стил са мъжките танци в комбинирани размер. Такива са комитските "Елбасан" в размер 8/8 с първи и трети дълъг дял + 5/8 с втори дълъг дял в бавната част, и 7/8 с първи дълъг дял + 5/8 с втори дълъг дял в бързата част и "Бойна" в размер 5/16 с втори дълъг дял + 8/16 с първи и трети дълъг дял в бавната част и 5/16 с втори дълъг дял + 7/16 с първи дълъг дял в бързата част. Смесените хора в Петричко са най-често "водени", като участниците се придвижват вдясно по кръга. Мъжете се залавят вдясно на хорото, а жените вляво от тях. Много често мъжката стихия в танца е вземала връх и мъжете са заигравали по-сложни движения, наситени с клякания, отскоци и въртения. Популярни смесени танци тук са "Арап" и "Кулско" в размер 2/4, "Тройче" в размер 3/8, "Гинка" в размер 7/8 с първи дълъг дял. И при смесените петрички танци се срещат комбинирани размери. Такива са "Бичак" – размер 8/8 с първи и трети дълъг дял + 5/8 с втори дълъг дял, и "Испайче" 9/16 с четвърти дълъг дял + 5/16 с втори дълъг дял. В резултат на своята историческа съдба Петрич и района се превръщат в своеобразен център на пиринския танцов стил, който постепенно налага своето влияние и въздействие върху други райони на Югозападна България.
Хора и танци от Петричко: "Хоро на две страни", "Овчар свири", "Хоро на китене на фируглицата", "Първо русалийско", "Второ русалийско", "Алекса", "Кьор Али", "Драма", "Испайче", "Ески", "Кафедарче", "Елбасан", "Бойна", "Меткалище", "Касап", "Арап", "Бичак", "Кулско", "Гинка", "Тройче" и други.

### Сандански район
Санданският район е разположен в поречието на р.Струма. На север се намира Кресненското дефиле, на запад Малешевската планина и границата с Република Северна Македония, а на изток Пирин планина. На юг, в непосредствена близост до него е Петричкият район. Женските танци се изпълняват с много пружиниране, лекота и пластичност на изказа. Много често жените съпровождат играта си с песен. В ръцете имат кърпи, които въртят при всички положения на ръцете, особено когато са пуснати от хвата и се въртят вдясно, вляво, или се придвижват в съответната посока. Най-често хората им са "водени", като се придвижват вдясно по кръга. Такива хора в размер 2/4 са "Шекер бего", "Великденско хоро", "Четворно хоро", в размер 7/16 с първи дълъг дял "Бавно хоро" и "Ширто", за което е типична изключително нежната и лирична игра на ръцете, и в размер 7/16 с трети дълъг дял "Тройно хоро". "Терзиче, мори, Терзиче" е лазарско хоро в размер 3/8, което се играело през лазарската неделя с пожелания за плодородие, годежи и сватби. "Стой Юване" в размер 9/8 с втори дълъг дял се играе с леки притичващи и подскочни движения, като в отделни моменти водачката и опашкарката сменят функцията си – опашкарката започва да води хорото, а водачката крепи края на танцовата верига. "Малешевското хоро" е най-популярно от смесените танци. Играе се в различни варианти в размер 2/4, а в някои села го играели и в размер 7/8 с трети дълъг дял. По своите многобройни варианти то напомня шопското "За пояс". Наричат го още "Ограженско" по името на Огражден планина. Пренесено от бежанци от Западна Македония е "Сирто" в размер 2/4 което е с доста сложен строеж. Много популярна в този район е "Игра на двамина", изпълнявана от момци и девойки в размер 3/8. Танцуват я в кръг по двойки, в даден момент застават в две редици, момци срещу девойки, разминават се по двойки, завъртат се, и отново играят в кръга по двойки.
Хора и танци от Санданско: "Терзиче, мори, Терзиче", "Игра на двамина", "Шекер бего", "Бавно хоро", "Малешевско", "Великденско хоро", "Четворно хоро", "Ширто", "Тройно хоро", "Стой Юване", "Сирто", "На хоро" и други.